# تد باندی
تئودور رابرت باندی (به انگلیسی: Theodore Robert "Ted" Bundy)قاتل زنجیره‌ای آمریکایی بود. باندی در دههٔ ۱۹۷۰ و احتمالاً قبل از آن، زنان جوان بسیاری را ربود و به آن‌ها تجاوز کرد و به قتل رساند. پس از بیش از یک دهه انکار، او به ۳۰ قتل انجام شده در هفت ایالت بین سال‌های ۱۹۷۴ تا ۱۹۷۸، اعتراف کرد. مجموع قربانیان واقعی او ناشناخته است و احتمالاً بسیار بیشتر است. طبق بررسی‌ها، ۱۵۰ قتل به او نسبت داده شده است.
او یک قاتل زنجیره‌ای، متجاوز، آدم‌ربا، دزد و مرده‌باز بود که در دههٔ ۱۹۷۰، به ده‌ها زن حمله کرد و تعداد زیادی از آن‌ها را به قتل رساند. احتمال می‌رود جنایات او حتی پیش از این تاریخ آغاز شده باشد.
باندی خوش‌قیافه و دارای شخصیتی کاریزماتیک توصیف شده است. این دو مشخصه به او در جلب اعتماد قربانیانش کمک می‌کرد. در موارد بسیاری او در مکان‌های عمومی در قالب کسی که آسیب دیده یا معلولیت دارد به زنان نزدیک می‌شد و از آن‌ها برای انجام کاری کمک می‌خواست. (مثلاً برای حمل چند کتاب) او از این حربه برای کشاندن آن‌ها به یک مکان خلوت استفاده می‌کرد. در مواردی نیز او در قالب پلیس یا مأمور آتش‌نشانی ظاهر می‌شد و از قدرت قانونی جعلی‌اش برای همراه کردن قربانی استفاده می‌کرد. بعضی موارد او بارها به محل انجام جنایت بازمی‌گشت و هر بار ساعت‌ها به آراستن جسد و معاشقه با آن مشغول می‌شد. این ملاقات با اجسادِ در حال پوسیدن تا زمانی ادامه می‌یافت که تعفن جسد یا حملهٔ حیوانات وحشی نزدیکی بیشتر با آن را غیرممکن می‌ساخت. او حداقل ۱۲ قربانی را سر بریده بود و در مواردی سر بریده را برای مدتی به عنوان یادگاری در آپارتمانش نگه داشته بود. در موارد معدودی باندی نیمه‌شب به خانهٔ قربانی وارد می‌شد و با ضربه‌های کشنده زنان را در خواب می‌کشت.
باندی که در آغاز با اتهام اقدام به حمله و آدم‌ربایی در سال ۱۹۷۵، روبه‌رو شده بود، به تدریج با فهرست طولانی‌تری از قتل‌هایی مربوط دانسته شد که در چندین ایالت اتفاق افتاده بودند. در مواجهه با اتهام قتل در کلرادو، باندی دو فرار استادانه طرح کرد و به حمله‌های بیشتری دست زد. قبل از دستگیری نهایی در فلوریدا در ۱۹۷۸، باندی سه قتل آخرش را نیز مرتکب شده بود. برای سه قتل ثابت شده در فلوریدا، باندی در دو محاکمهٔ جداگانه به سه بار اعدام محکوم شد.
تد باندی در ژانویهٔ ۱۹۸۹، در زندان ریفورد فلوریدا با صندلی الکتریکی اعدام شد. آن رول زندگی‌نامه‌نویس، او را سایکوپد جامعه‌ستیز توصیف می‌کند که از رنج دیگران و کنترلی که تا حد مرگ و حتی پس از آن بر قربانیانش داشت لذت می‌برد. پولی نلسون یکی از وکلای او، باندی را شیطانی بدون قلب معرفی می‌کند.
در سال ۲۰۱۹، فیلمی به کارگردانی جو برلینگر و بازیگری زک افران در نقش باندی تد به نام فوق‌العاده شرور، به طرز وحشتناکی شیطانی و پست و در سال ۲۰۲۱، فیلمی به کارگردانی امبر سیلی و بازیگری لوک کیربی در نقش تد باندی و الایجا وود در نقش بیل هاگمایر به نام خدانشناس اکران شده است.
تد باندی دارای لیسانس روان‌شناسی بود.

## سال‌های آغازین

### دوران کودکی
باندی با نام تئودور رابرت کاول (به انگلیسی: Theodore Robert Cowell) در ۲۴ نوامبر ۱۹۴۶ در مؤسسهٔ الیزابت لوند که در برلینگتون ورمانت برای مادران مجرد خدمات ارائه می‌کرد، به دنیا آمد. مادرش النور لوییز کاول بود و هویت پدرش هرگز با قطعیت روشن نشد. در گواهی تولد باندی، نام پدرش لوید مارشال ثبت شد، یک فروشنده و یک سرباز پیشین نیروی هوایی. اما لوییز بعدتر ادعا کرد که یک ملوان او را فریب داده بود. ملوانی با نام احتمالی جک ورثینگتون. خانوادهٔ باندی به این امر مشکوک بودند که ممکن است پدر نوزاد، ساموئل کاول، پدر خشن خود لوییز بوده باشد.
پدربزرگ و مادربزرگ مادری باندی، در خانه‌شان در فیلادلفیا او را به عنوان پسر خودشان بزرگ کردند تا انگ اجتماعی نامشروع بودن گریبان او را نگیرد. دوستان و حتی خود تد در آغاز لوییز، مادرش، را خواهر بزرگ‌تر باندی می‌دانستند. باندی در نهایت دریافت که لوییز مادر اوست و هویت پدرش دقیقاً آشکار نیست. چگونگی این امر مشخص نیست، باندی به دوست‌دخترش گفته بود یکی از بچه‌های فامیل گواهی تولد او را نشانش داده و گفته که او حرامزاده است. او به دو نفر از زندگی‌نامه‌نویسانش گفته بود، خودش گواهی تولد را پیدا کرده بود. هر چند زندگی‌نامه‌نویس دیگر آن رول معتقد است باندی سند غیرقابل انکار وضعیت تولد خود را تا پیش از ۱۹۶۹ به دست نیاورده بود، در این سال او در جستجوی اسناد اصلی تولدش به ورمانت رفت. باندی تمام عمر از مادرش به خاطر این دروغ بزرگ آزرده بود. او انتظار نداشت مادرش کشف این جریان را به عهدهٔ فرزندش بگذارد.
درحالی‌که باندی به گرمی از پدربزرگ و مادربزرگش یاد می‌کند، سایر اعضای خانواده، ساموئل کاول را فردی مستبد و خرافاتی معرفی می‌کنند که از پیروان سایر مذاهب و اقلیت‌های نژادی متنفر بود. او همسرش را می‌زد و یک بار خالهٔ تد، جولیا را از پله‌ها به پایین پرتاب کرده بود چون دخترک خواب مانده بود. ساموئل با صدای بلند با افرادی حرف می‌زد که دیده نمی‌شدند. او حداقل یک بار هنگامی که مسئلهٔ هویت پدر تد مطرح شده بود دچار حمله‌های جنون‌آمیز و خشن شده بود. باندی مادربزرگش را شخصیتی کمرنگ، بی‌اثر و تحت سلطه معرفی می‌کند که برای غلبه بر افسردگی به صورت مرتب شوک الکتریکی دریافت می‌کرد. مادربزرگ تا پایان عمر آگورافوبیا داشت. تد باندی در سال‌های آغازین کودکی در چند مورد معدود رفتارهای غیرعادی نشان داده بود. در سه سالگی او دور تا دور تخت خاله‌اش را با چاقوهای آشپزخانه پر کرده بود وقتی جولیا از خواب بعد از ظهرش بلند شد تد را دید که با لبخند به او نگاه می‌کند.
در ۱۹۵۰، مادر تد نامش را از النور لوییز کاول به لوییز نلسون تغییر داد. لوییز تحت فشار اعضای خانواده، خانه را به همراه تد ترک کرد تا نزد اقوام در تاکومای واشینگتن زندگی کند. یک سال بعد او با جانی کلاپر باندی آشنا شد که یک آشپز بیمارستان بود. آن‌ها ازدواج کردند و جانی رسماً تد را به فرزندی پذیرفت. لوییز و جانی صاحب چهار فرزند دیگر هم شدند. تد فاصله از ناپدری‌اش را حفظ می‌کرد، هرچند جانی سعی فراوانی داشت تا با ناپسری‌اش وقت بگذراند. باندی بعدها به دوست‌دخترش گفته بود که جانی پدر واقعی‌اش نیست؛ او باهوش نبود و پول زیادی درنمی‌آورد. کیفیت نوجوانی باندی در تاکوما مورد اتفاق زندگی‌نامه‌نویسان نیست، هرچند به نظر می‌رسد که او زیاد مشروب می‌نوشیده، با لوازم دزدی اسکی می‌کرده و برای تماشای زنان برهنه به جستجوی پنجره‌های بدون پرده می‌رفته است.
باندی در توصیف دوران نوجوانی‌اش می‌گوید که تنهایی «انتخاب» او بود، او توضیح می‌دهد درک نیاز و توان سایرین در ایجاد روابط انسانی برایش ممکن نبوده است. او خودش را فاقد آن حس طبیعی می‌دانست که برای ایجاد پیوند دوستی ضروری است. تا ۱۸ سالگی او حداقل دو بار به ظن اقدام به سرقت و نیز ماشین‌دزدی دستگیر شده بود. آن‌طور که در واشینگتن و بعضی ایالات دیگر آمریکا مرسوم است، جزئیات اقدامات خلاف قانون او پس از رسیدن به ۱۸ سالگی از سوابقش در ادارهٔ پلیس حذف شدند.

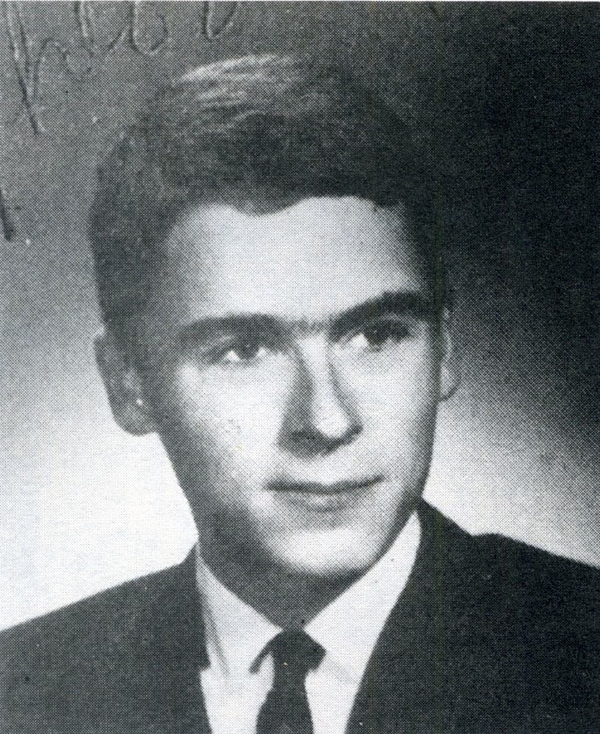
باندی در دورهٔ دبیرستان در ۱۹۶۵

### دوران دانشگاه
پس از اتمام دوران دبیرستان در ۱۹۶۵، باندی یک سال را در دانشگاه پاجت ساند گذراند و بعد به دانشگاه واشینگتن رفت تا زبان چینی بخواند. در ۱۹۶۷ او ارتباطی عاشقانه با یکی از همکلاسی‌هایش در دانشگاه واشینگتن برقرار کرد. در زندگی‌نامه‌های باندی این دختر با چندین نام مستعار معرفی شده، به خصوص به نام استفانی بروکس. در ۱۹۶۸ او دانشگاه را رها کرد و چند شغل بسیار کم درآمد را تجربه کرد. اندکی بعد او برای فعالیت در کمپین انتخابات ریاست جمهوری برای نلسون راکفلر در سیاتل داوطلب شد و در همایش ملی جمهوری‌خواهان در میامی به عنوان یکی از نمایندگان راکفلر حضور یافت. در اوت ۱۹۶۸ بروکس روابط خود با باندی را قطع کرد و به کالیفرنیا نزد خانواده‌اش بازگشت. به نظر بروکس، باندی بلندهمت نبود و به لحاظ شخصیتی رشدیافته محسوب نمی‌شد. روان‌شناس، دوروتی لویس این واقعه را پاشنهٔ آشیل روند شکل‌گیری شخصیت باندی می‌داند. هنگامی که بروکس دست رد به سینهٔ باندی زد، او عملاً نابود شد. او به کلرادو و شرق آمریکا رفت تا با اقوامش ملاقات کند. او برای یک ترم در کلاس‌های دانشگاه تمپل در فیلادلفیا حضور یافت. آنطور که رول معتقد است در همین اوان باندی به برلینگتون رفت تا اسناد اصلی تولدش را مشاهده کند. برای اولین بار هویت اصلی والدینش برای تد آشکار شد.
در ۱۹۶۹ وقتی باندی به واشینگتن بازگشت با الیزابت کلاپفر آشنا شد (در کتاب‌هایی که دربارهٔ باندی نوشته شدند الیزابت با نام‌های مستعار مگ آندرز، بث آرچر و لیز کندال معرفی شده است) او یک زن مطلقه از اودن یوتا بود که در دانشکدهٔ پزشکی واشینگتن به عنوان منشی کار می‌کرد. رابطهٔ آتشین آن‌ها تا پیش از اولین تجربهٔ زندان باندی در یوتا که در سال ۱۹۷۶ اتفاق افتاد ادامه داشت. در میانهٔ دههٔ ۱۹۷۰، باندی که اکنون با هدف و مصمم بود برای دریافت درجه‌ای در رشتهٔ روان‌شناسی دوباره به دانشگاه واشینگتن بازگشت. او دانشجوی ممتازی بود و نظر مثبت استادان را به خودش جلب کرد. در ۱۹۷۱ او در بخش مشاورهٔ تلفنی اورژانسی خودکشی (Suicide Hotline crisis center) در سیاتل مشغول به کار شد. در این محل او با آن رول همکار شد. رول سابقاً افسر پلیس بود و سودای نویسنده جنایی شدن در سر داشت. رول بعدتر یکی از مهم‌ترین زندگی‌نامه‌های باندی را با نام غریبهٔ کنار من (The Stranger Beside Me) نوشت. رول در آن زمان هیچ نکتهٔ نگران‌کننده‌ای در رفتار باندی مشاهده نکرد. به نظر رول، باندی در آن زمان مهربان، مشتاق و عاطفی بود. باندی در ۱۹۷۲ فارع‌التحصیل شد و به کمپین انتخاباتی برای انتخاب دوبارهٔ فرماندار دنیل جی. اوانز پیوست. او در قالب یک دانشجوی کالج سایه یه سایه رقیب اوانز، آلبرت روسلینی، می‌رفت و سخنرانی‌های او را برای آنالیز توسط گروه اوانز ضبط می‌کرد. بعد از انتخاب مجدد اوانز، باندی به عنوان دستیار راس دیویس مشغول به کار شد. دیویس که رئیس حزب جمهوری‌خواه ایالت واشینگتن بود باندی را باهوش، پرخاشگر و یکی از معتقدان واقعی به سیستم می‌دانست. باندی در اوایل ۱۹۷۳ نمرات متوسطی در آزمون پذیرش دانشکده‌های حقوق کسب کرد اما با تکیه بر توصیه‌نامه‌های صادره از طرف اوانز، دیویس و چندین نفر از استادان سابقش در دانشکدهٔ روان‌شناسی دانشگاه واشینگتن موفق شد در دو دانشکدهٔ حقوق پذیرش بگیرد.
در ۱۹۷۳ طی سفری از جانب حزب، باندی سفری به کالیفرنیا داشت. طی این سفر او دوباره با دوست‌دختر سابقش، بروکس ملاقات کرد. باندی به شخصی جدی تبدیل شده بود که وقف زندگی حرفه‌ای‌اش بود. به‌نظر می‌آمد او در نقطهٔ اوج حرفه‌ای حقوقی و سیاسی است و این بروکس را مسحور می‌کرد. باندی کماکان با کلاپفر قرار می‌گذاشت و البته هیچ‌یک از این دو زن از وجود دیگری آگاه نبود. در پاییز ۱۹۷۳ او در مدرسهٔ حقوق UPS نامنویسی کرد. بروکس چندین بار با هواپیما به سیاتل آمده بود تا با باندی وقت بگذراند، باندی کماکان به بروکس ابراز عشق می‌کرد. آن‌ها در مورد ازدواج صحبت کرده بودند، حتی در مقطعی باندی، بروکس را به عنوان نامزدش به دیویس معرفی کرده بود. اما در ژانویه ۱۹۷۴، باندی ناگهان و به‌طور کامل تماس با بروکس را قطع کرد. تماس‌های تلفنی و نامه‌های بروکس بی پاسخ ماندند. یک ماه بعد بروکس توانست با باندی تماس بگیرد تا از او در مورد این قطع ارتباط ناگهانی توضیح بخواهد. باندی با لحنی آرام و بی‌تفاوت گفت: " استفانی، نمی‌دونم داری راجع به چی حرف می‌زنی!..." و گوشی را قطع کرد. آن‌ها هرگز دوباره با هم صحبت نکردند. باندی بعدها توضیح داد "می‌خواستم به خودم ثابت کنم که اگه می‌خواستم می‌تونستم با اون ازدواج کنم". تقریباً هم‌زمان با این رویداد غیبت‌های متعدد باندی در کلاس‌های دانشکده حقوق آغاز شد تا آوریل همان سال که او به‌طور کامل رفتن به دانشکده را متوقف کرد و هم‌زمان دخترهای جوانی در شمال غرب پاسیفیک شروع به ناپدید شدن کردند.

## اولین قتل‌ها

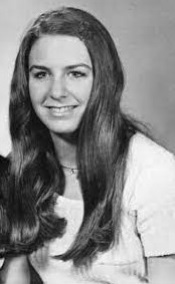
لیندا آن هیلی

### واشینگتن، اورِگون
زمان وقوع اولین قتل‌های باندی دقیق مشخص نیست او برای اشخاص مختلف داستان‌های گوناگونی در این مورد تعریف کرده بود اما در هر حال هرگز نپذیرفت در مورد اولین قتل خود توضیح دهد، هر چند که در روزهای منتهی به اعدامش بسیاری از قتل‌های بعدیش را با موحش‌ترین جزئیات آن‌ها توصیف کرده بود. باندی به وکیلش پولی نلسون گفت که اولین تلاش او برای آدم‌ربایی در ۱۹۶۹ در اوشن سیتی واقع در نیوجرسی بوده است هر چند که او تا ۱۹۷۱ و در سیاتل مرتکب قتلی نشده بود. از طرفی او به یک روان‌پزشک گفته بود که در ۱۹۶۱ دو زن را در آتلانتیک سیتی در نیوجرسی کشته است. از سوی دیگر در مصاحبه‌ای با بازرس رابرت دی. کِپل به یک قتل در ۱۹۷۲ و یکی دیگر در ۱۹۷۳ اعتراف کرده بود. تنها توضیح او دربارهٔ این قتل‌ها اشاره به یک مسافر سر راهی در تام واتر در واشینگتن بود. باندی از ارائه توضیحات بیشتر سرباز زد. رول و کپل هر دو معتقدند باندی از نوجوانی آدمکشی را شروع کرده بود. از ۱۹۶۱ برخی شواهد جزئی در دست است که حاکی از دزدیدن یک دختر هشت ساله و قتل او توسط باندی است، باندی در آن زمان چهارده ساله بوده است. باندی به‌طور مدوام این اتهام را رد کرد. نخستین قتل مستندی که توسط باندی صورت گرفت در ۱۹۷۴ اتفاق افتاد، او ۲۷ ساله بود و بنابر گفته خودش تا آن زمان تمام مهارت‌های ضروری را کسب کرده بود؛ در دوره پیش از بانک دی.ان. ای مجرمان، باندی قادر بود محل وقوع جرم را با حداقل شواهد قابل استناد ترک کند.

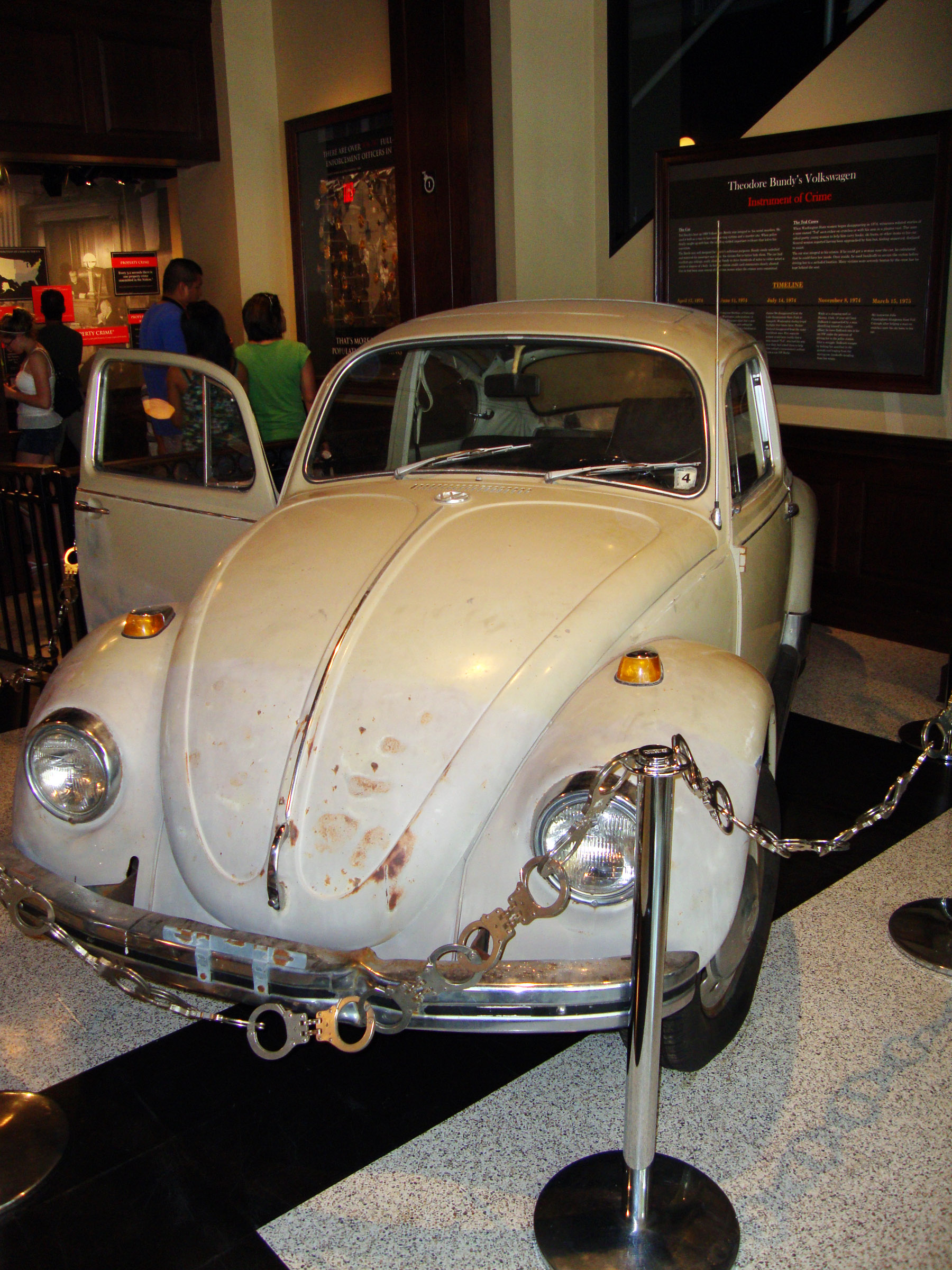
فولکس‌واگن مدل ۱۹۶۸ تد باندی، در موزهٔ ملی جرم و مجازات

در ۴ ژانویهٔ ۱۹۷۴ اندکی پس از قطع رابطه با بروکس، باندی تا نیمه‌شب منتظر ماند، قدری پس از نیمه‌شب او به اتاق خواب جونی لنز (نام مستعار) وارد شد، او یک رقاص و دانشجوی ۱۸ ساله در دانشگاه واشینگتن بود. باندی با یکی از میله‌های فلزی تخت خواب، لنز را به شدت مجروح کرد و سپس با یک اسپکولوم او را مورد تجاوز قرار داد که آسیب‌های شدید داخلی برای دخترک به دنبال داشت. پس از یک بیهوشی ۱۰ روزه او با آسیب‌های دائمی مغزی به جا مانده از حمله، زنده ماند. یک ماه بعد باز هم در یک‌نیمه شب، باندی به اتاق لیندا آن هیلی (Lynda Ann Healy) دانشجوی UW وارد شد. هیلی به صورت روزانه برای اخبار هواشناسی رادیوی سیاتل گویندگی می‌کرد. باندی با چند ضربه او را بیهوش کرد و بعد یک بلوجین، بلوز سفید و پوتین به او پوشاند و او را با خود برد. دانشجویان دختر UW با سرعت تقریباً یک نفر در ماه ناپدید می‌شدند. در ماه مارس، دانا گیل منسون، دانشجوی ۱۹ سالهٔ کالج دولتی اورگرین در المپیا، واقع در جنوب غربی سیاتل، خوابگاه را به قصد یک کنسرت موسیقی جاز در محوطهٔ دانشگاه ترک کرد ولی هرگز بازنگشت. در ماه آوریل، سوزان ایلین رانکورت پس از یک جلسهٔ شبانه با مشاوران در پردیس مرکزی کالج ایالتی واشینگتن در جنوب شرق سیاتل ناپدید شد. دو زن دانشجوی کالج مرکزی دانشگاه واشینگتن کمی بعدتر مشاهدات خود را گزارش کردند، یکی در شب ناپدید شدن رانکورت و دیگری مربوط به سه شب پیش از آن. آن‌ها مردی را دیده بودند که به خاطر بازوی ظاهراً شکسته‌اش یک آویز بازو داشت، مرد برای حمل کتاب از ماشینش درخواست کمک داشت. ماشین او یک فولکس‌واگن قورباغه‌ای قهوه‌ای یا قهوه‌ای مایل به زرد توصیف شد. در ۶ مه همان سال، روبرتا کاتلین پارکز خوابگاهش در دانشگاه ایالتی اورگان در کوروالیس واقع در جنوب سیاتل را ترک کرد، تا در باشگاه دانشجویان قهوه بنوشد اما هرگز به باشگاه نرسید.
کارآگاهان واحد جنایت علیه اشخاص، از ادارهٔ پلیس سیاتل به‌طور فزاینده‌ای نگران شدند. هیچ مدرک فیزیکی قابل توجهی وجود نداشت. زنان گمشده ویژگی‌های مشترک کمی داشتند، آن‌ها همگی دانشجویان سفیدپوست کالج، جوان و جذاب بودند و موهای بلندی با آرایش مشابه داشتند. در تاریخ ۱ ژوئن، برندا کارول بال زنی ۲۲ ساله، پس از خروج از میخانه شعله واقع در بورین در واشینگتن و در نزدیکی فرودگاه بین‌المللی سیاتل-تاکوما ناپدید شد. او آخرین بار در حالی دیده شده بود که در پارکینگ با مردی با موهای قهوه‌ای که آویز بازو داشت صحبت می‌کرد. در ساعت اولیه ۱۱ ژوئن، جرجین هاوکینز دانشجوی UW در حالی ناپدید شد که در یک کوچه روشن از خوابگاه دوست پسرش به سمت خوابگاه خود حرکت می‌کرد. بامداد روز بعد سه کارآگاه و یک روان‌شناس جنایی تمام کوچه و خیابان را جستجو کردند و چیزی نیافتند. پس از اعلام ناپدید شدن هاوکینز، چند شاهد گزارش کردند که مردی را با چوب زیر بغل و یک پای گچ گرفته دیده‌اند که برای حمل یک کیف به مشکل برخورده بود یک زن گفت که مرد مذکور از او خواهش کرده بود تا کیف را تا ماشینش که یک فولکس واگن قهوه‌ای روشن بود حمل کند.
در این زمان باندی در المپیا و در بخش خدمات اورژانس (DES) ایالت واشینگتن کار می‌کرد، یک سازمان دولتی که درگیر جستجوی زنان گم شده بود. او با کارول آن بون آشنا شد و رابطه‌ای را با او شروع کرد. بون دو بار طلاق گرفته بود و دو فرزند داشت. این زن شش سال بعد، نقش مهمی در مرحله نهایی زندگی باندی بازی کرد. گزارش ناپدید شدن شش زن و ضرب و شتم وحشیانه به‌طور گسترده‌ای در روزنامه‌ها و تلویزیون در سراسر واشینگتن و اورگون مطرح شد، مردم ترسیده بودند و زنان سوار خودروهای عبوری نمی‌شدند. فشار بر سازمان‌های اجرایی پلیس هر چه بیشتر اضافه می‌شد و نبود شواهد فیزیکی هر نوع پیشرفت در کار را غیرممکن می‌کرد. پلیس از ترس به خطر انداختن تحقیقات نمی‌توانست شواهد انگشت‌شمارش را با مطبوعات در میان بگذارد. با این حال مردم در جریان مشترکات پرونده‌های مختلف قرار داشتند: آدم‌ربایی‌ها در شب انجام می‌گرفت، محل وقوع جرم معمولاً نزدیک یک کارگاه ساختمانی بود، آدم‌ربایی‌ها معمولاً در جریان امتحانات میان ترم یا پایان ترم اتفاق می‌افتاد، همهٔ قربانیان شلوار به پا داشتند به ویژه شلوار بلو جین و در بسیاری از صحنه‌های جرم مردی دیده شده بود که دست یا پایش گچ گرفته شده بود یا آویز گردن داشت و یک فولکس‌واگن قورباغه‌ای می‌راند.
جنایات در شمال غرب پاسیفیک با دو آدم‌ربایی در روز روشن به نقطهٔ اوج خود رسید. در روز ۱۴ ژوئیه دو زن در ساحل شلوغ پارک ایالتی دریاچهٔ سامامیش در ایسکوا ربوده شدند. پنج زن جوان، مرد خوش‌تیپ و جوانی را توصیف کردند که لباس تنیس سفید پوشیده بود و بازوی چپش آویز گردنی داشت. مرد لهجهٔ مختصر کانادایی یا انگلیسی داشت و خود را «تد» معرفی کرده بود. او از آن‌ها کمک خواست تا یک قایق بادبانی را از فولکس‌واگنش پیاده کند. چهار نفر نپذیرفتند و پنجمی به همراه تد تا اتومبیل او رفت اما وقتی دید قایقی روی اتومبیل نیست فرار کرد. سه شاهد دیگر او را دیده بودند که با همان داستان قایق به جانیس آن اوت نزدیک می‌شد، شاهدان دیده بودند که اوت به همراه یک غریبه ساحل را ترک کرده است. چهار ساعت بعد دنیس نسلوند دختر ۱۸ ساله‌ای که برای برنامه‌نویسی کامپیوتر آموزش می‌دید همراهانش در پیک‌نیک را ترک کرد تا به دستشویی برود، او هرگز بازنگشت. باندی بعدها به استفان میچاد، یکی از زندگی‌نامه‌نویسانش گفت زمانی که او با نسلوند بازگشت اوت هنوز زنده بود. او گفت که یکی از زنان را وادار کرده که قتل آن دیگری را تماشا کند. او در اعترافاتش پیش از اجرای حکم اعدام این ادعا را پس گرفت.
سرانجام کارآگاهان پلیس کینگ کانتی، توصیف مفصلی از مظنون و اتومبیلش داشتند. تصویر بازسازی شدهٔ او در تلویزیون‌های محلی پخش شد، روزنامه‌ها آن را چاپ کردند. علاوه بر آن تصویر او در قالب آگهی در سراسر منطقه پخش شد. الیزابت کلاپفر، آن رول، یک کارمند DES و یک استاد روان‌شناسی در UW، مشخصات، تصویر بازسازی شده و خودرو را شناسایی کردند و تد باندی را به عنوان یک مظنون احتمالی گزارش کردند. اما پلیس، روزانه تا ۲۰۰ تماس دریافت می‌کرد و ابداً احتمال نمی‌داد که یک دانشجوی شسته رفتهٔ حقوق که در بزرگسالی هیچ سابقهٔ کیفری نداشته، ممکن است متهم باشد.
در ۶ سپتامبر دو شکارچی سیاه‌خروس در نزدیکی یک جاده ۲ مایل دورتر از دریاچهٔ سامامیش روی بقایای اسکلت اوت و نسلوند لیز خوردند. باندی بعدها تأیید کرد که یک استخوان ران و چند مهرهٔ بدن که در همان محل پیدا شده متعلق به جرجین هاوکینز است. شش ماه بعد از آن جمجمه و استخوان فک زیرین هیلی، رانکورت، پارکس و بال در کوه تیلور (که باندی گهگاه در آن کوه‌پیمایی می‌کرد) پیدا شد. تمامی بقایا به‌وسیلهٔ یک شیء مته مانند به شدت آسیب دیده بودند.

### آیداهو، یوتا، کلرادو
در اوت سال ۱۹۷۴ باندی پذیرش دومی از دانشکدهٔ حقوق دانشگاه یوتا دریافت کرد. او کلاپفر را در سیاتل باقی گذاشت و به سالت لیک سیتی رفت. او و کلاپفر معمولاً تماس تلفنی داشتند اما به نظر می‌رسد در این زمان باندی با یک دوجین زن دیگر هم رابطه داشته است. او ترم اول رشتهٔ حقوق را برای بار دوم در دانشگاه یوتا می‌گذراند، اما به نظر می‌رسد باندی متوجه شده بود سایر همکلاسی‌هایش دارای نوعی ظرفیت روشنفکری هستند که او خود فاقد آن است. دریافت این نکته او را شدیداً به هم ریخته بود. کلاس‌ها برای باندی کاملاً غیرقابل درک بودند و این عمیقاَ مایهٔ ناامیدی او بود. در خلال زندگی در یوتا، باندی گهگاه برای تعمید گرفتن به کلیسای عیسی مسیح مقدسین آخرین زمان می‌رفت اما به صورت فعال تکالیف مذهبی را رعایت نمی‌کرد و اغلب محدودیت‌های کلیسا را زیر پا می‌گذاشت. (به هنگام دستگیری او گرایش مذهبی‌اش را مطابق با تعلیمات دوران کودکی‌اش، متدیست معرفی کرد)
زنجیرهٔ جدید قتل‌های باندی از ماه دوم حضورش در یوتا آغاز شد. اولین موارد، قتل دو زن بود که تا زمان اعتراف خود باندی پیش از اعدامش، ناشناخته باقی مانده بود. در ۲ سپتامبر، او یک مسافر بین راهی را سوار کرد، به او تجاوز کرد و سپس او را خفه کرد. روز پس از جنایت او به محل وقوع قتل بازگشت تا از جسد عکس بگیرد و بعد آن را قطعه‌قطعه کند. در ۲ اکتبر او نانسی ویلکاکس دختری ۱۶ ساله را در هالادی واقع در حومهٔ سالت لیک سیتی به زور به یک ناحیهٔ جنگلی کشاند. باندی بعدتر توضیح داد که قصد او فقط تجاوز به دخترک بود تا نیاز بیمارگونه‌اش را فرو بنشاند اما در تلاش برای ساکت کردن او، دخترک به‌طور تصادفی خفه شده بود.
در ۱۸ اکتبر ملیسا اسمیت، دختر ۱۷ سالهٔ رئیس پلیس منطقهٔ می‌دویل، بخشی دیگری از حومهٔ سالت لیک سیتی، پس از ترک یک پیتزافروشی ناپدید شد. نه روز بعد جسد برهنهٔ او در یک منطقهٔ کوهستانی در همان حوالی پیدا شد. معاینهٔ جسد و کالبدگشایی نشان داد که قربانی احتمالاً تا هفت روز پس از ناپدید شدن زنده بوده است. قربانی بعدی باز یک دختر ۱۷ ساله بود؛ در ۳۱ اکتبر، در لیهای لورا ایم حدود نیمه‌شب پس از خروج از یک کافه ناپدید شد. چند کوهنورد بدن برهنهٔ او را ۹ مایل دورتر در آمریکن فورد کانیون و در روز شکرگزاری پیدا کردند. هر دو قربانی مورد ضرب و شتم قرار گرفته بودند، به هر دو تجاوز شده بود و هر دو با جوراب نایلونی خفه شده بودند. سال‌ها بعد باندی رفتارهایی را شرح داد که با اجساد اسمیت و ایم اجرا داشت. شستن موهای اجساد و آرایش کردن آن‌ها بخشی از رفتارهایی بود که باندی به عنوان مناسک شخصی‌اش ابداع کرده بود.
در یک شب بارانی نوامبر در مورای یوتا در یک مرکز خرید در نزدیکی رستورانی که ملیسا اسمیت برای آخرین بار دیده شده بود، باندی به کارول دارونچ نزدیک شد که یک اپراتور تلفن ۱۸ ساله بود. او خودش را افسر روزلاند از ادارهٔ پلیس مورای معرفی کرد و به دارونچ گفت که شخصی می‌خواسته به زور وارد ماشین او بشود. او از دارونچ خواست که برای شکایت به همراه او به مرکز پلیس بیاید. در مسیر، دارونچ اشاره کرد که ادارهٔ پلیس از این سمت نیست. باندی کنار زد و تلاش کرد به او دستبند بزند. در کشاکش بین این دو نفر، باندی سهواً هر دو دستبند را به یک دست دارونچ بست، دختر در ماشین را باز کرد و گریخت. همان شب دبرا کنت، دانش‌آموز ۱۷ سالهٔ دبیرستان ویومنت در بونتیفول در شمال مورای بعد از اینکه مدرسه را پس از تمرین تئاتر ترک کرد، ناپدید شد. معلم تئاتر و یک دانش آموز به پلیس گفتند که غریبه‌ای از هر دوی آن‌ها خواسته بود که برای شناسایی یک ماشین به همراه او تا پارکینگ بروند. دانش‌آموز دیگری همان مرد را در حال قدم زدن در پشت ادیتوریوم دیده بود. معلم تئاتر به یاد داشت که اندکی قبل از پایان تمرین باز همان مرد را دیده. بعدتر خارج از ادیتوریوم، پلیس کلیدی را پیدا کرد که قفل دستبند کارول دارونچ را باز می‌کرد.
در نوامبر الیزابت کلاپفر، در روزنامه‌ها خواند که زنان جوان در شهرهای اطراف سالت لیک سیتی ناپدید می‌شوند، او برای بار دوم به پلیس کینگ کانتی زنگ زد. کارآگاه رندی هرگشیمر از بخش جرایم عمده با جزئیات فراوان با او مصاحبه کرد. در آن زمان سوءظن به باندی در میان سایر مظنونان به‌طور قابل توجهی افزایش یافته بود. اما شاهدان موجود در پروندهٔ سامامیش معتبرتر بودند و هیچ‌کدام از این شهود، باندی را از روی عکس شناسایی نکرده بودند. در دسامبر کلاپفر با دفتر کلانتر سالت لیک سیتی تماس گرفت و سوءظن خود را مجدداً مطرح کرد. نام باندی به لیست مظنونان اضافه شد، اما در آن زمان هیچ مدرک معتبری وجود نداشت که او را به جنایات یوتا مرتبط کند. در ژانویهٔ سال ۱۹۷۵، باندی بعد از امتحانات نهایی خود به ایالت سیاتل بازگشت و یک هفته را با کلاپفر گذراند. الیزابت اشاره‌ای به این موضوع نکرد که در سه تماس جداگانه او را به پلیس گزارش کرده است. الیزابت برنامه‌ریزی کرده بود تا در اوت برای ملاقات با باندی به سالت لیک سیتی سفر کند.
در سال ۱۹۷۵ باندی بسیاری از فعالیت‌های مجرمانهٔ خود را از پایگاه خود در یوتا به سمت شرق به کلرادو منتقل کرد. در ۱۲ ژانویه، یک پرستار ۲۳ ساله به نام کارین کمپبل در حالی ناپدید شد که در راهروی کاملاً روشن مابین آسانسور و اتاق هتلش حرکت می‌کرد. بدن برهنهٔ او یک ماه بعد در یک جادهٔ خاکی پیدا شد. او بر اثر ضربه به سرش کشته شده بود. به نظر می‌رسید آلت قتاله نوعی ابزار مته مانند بوده که خطوط مشخصی را به صورت شیارهای عمیقی روی جمجمه‌اش باقی گذاشته بود. گذشته از این بریدگی‌های عمیقی ناشی از سلاحی تیز در بدن او وجود داشت. در تاریخ ۱۵ مارس، جولی کانینگهام، مربی ۲۶ سالهٔ اسکی آپارتمانش را برای یک قرار شام دوستانه در یک رستوران ترک کرد او هرگز به قرارش نرسید. باندی بعدها در کلرادو به بازرسان گفت که درحالی‌که از چوب زیر بغل استفاده می‌کرد، به کانینگهام نزدیک شده و از او برای حمل چکمه‌های اسکی خودش به داخل اتومبیل کمک خواسته، سپس او را با چماق مضروب کرده و به دست‌هایش دستبند زده. باندی سپس در محلی دور افتاده به او حمله‌ور شد و او را خفه کرد. چند هفته بعد او از سالت لیک سیتی شش ساعت رانندگی کرد تا آنچه از جسد کانینگهام باقی‌مانده بود را ببیند. قربانی شناخته شدهٔ بعدی دنیس الیورسون زن ۲۵ ساله‌ای بود که در مرز بین کلرادو و یوتا زندگی می‌کرد او با دوچرخه به سمت منزل والدینش می‌رفت که ناپدید شد، دوچرخه و صندل او زیر یک پل راه‌آهن پیدا شد. در ۶ مه باندی دختر ۱۲ ساله‌ای به نام لینت کالوِر را گول زد. او دخترک را از مدرسه‌اش در پوکاتلو در آیداهو به اتاق هتل خود کشاند، در آب خفه کرد و بعد به جسدش تعرض جنسی کرد.
در اواسط ماه مه سه نفر از همکاران باندی در DES واشینگتن از جمله کارول آن بون، او را در شهر سالت لیک ملاقات کردند و به مدت یک هفته در آپارتمان او ماندند. باندی در اوایل ماه ژوئن یک هفته را در سیاتل با کلاپفر گذراند. آن‌ها در مورد اینکه در کریسمس پیش رو ازدواج کنند بحث کردند. کلاپفر این بار هم به تماس‌های سه‌گانه‌اش با پلیس کینگ کانتی و سالت لیک سیتی اشاره نکرد. باندی هم هیچ اشاره‌ای به دو رابطهٔ دیگرش، موازی با رابطه‌اش با کلاپفر نکرد. سومین دوست‌دختر باندی در این زمان یک دانشجوی حقوق دانشگاه یوتا بود. در منابع مختلف نام او کیم اندروز یا شارون اوئر ذکر شده است.
در ۲۸ ژوئن، سوزان کورتیس در پردیس دانشگاه بریگم یانگ در پروو، واقع در جنوب سالت لیک سیتی ناپدید شد. اعتراف به قتل کورتیس آخرین بخش ضبط شده از اعترافات باندی است، لحظاتی بعد او به اتاق اعدام وارد شد.
اجساد ویلکاکس، کنت، کانینگهام، کالور، کورتیس و الیورسون هیچ‌گاه پیدا نشد. در ایالت واشینگتن، بازرسان هنوز در تلاش بودند تا جنایات گستردهٔ شمال غربی پاسیفیک را که ناگهان همان‌طور که آغاز شده بود پایان یافته بود را تجزیه و تحلیل کنند. تلاش برای ایجاد یک ارتباط منطقی میان تودهٔ عظیم داده‌ها، آن‌ها را به اتخاذ یک راهکار (در آن زمان) بسیار خلاقانه رساند. آن‌ها یک پایگاه دادهٔ کامپیوتری خلق کردند. آن‌ها از کامپیوتر ادارهٔ دارایی کینگ کانتی که با استانداردهای امروزی «ماشینی عظیم و بدوی» محسوب می‌شد، استفاده کردند که تنها گزینهٔ در دسترس برای استفاده آن‌ها بود. آن‌ها فهرست عظیمی از آشنایان هر قربانی، صاحبان فولکس‌واگن، اشخاصی که نامشان «تد» بود، مجرمان جنسی شناخته شده و… را وارد کامپیوتر کردند. هدف کشف ارتباط و هم‌پوشانی میان این آیتم‌های متنوع بود. از هزاران شخص بررسی شده نام ۲۶ نفر هم‌زمان در چهار فهرست جداگانه آمده بود؛ تد باندی یکی از آن‌ها بود. کارآگاهان همچنین به صورت دستی فهرستی ۱۰۰ نفره از «بهترین» مظنونانشان تهیه کردند. باندی در آن فهرست هم حاضر بود. هنگامی که فرمان دستگیری او از یوتا صادر شد، باندی به معنای واقعی کلمه در صدر جدول مظنونان بود.

## دستگیری و اولین محاکمه
در ماه اوت سال ۱۹۷۵، باندی توسط افسر گشت بزرگراهی در گرنجر در یوتا، بازداشت شد. دستگیری پس از آن اتفاق افتاد که باندی به فرمان توقف پلیس که به دلایل کاملاً ترافیکی صادر شد، توجه نکرد. افسر، متوجه شد که صندلی مسافر جلو وجود ندارد، با جستجوی اتومبیل او یک ماسک اسکی، یک ماسک از جنس جوراب، دیلم، دستبند، کیسه زباله، یک قرقره طناب، یخ‌شکن، و اشیای دیگری یافت که در ابتدا تصور شد ابزار سرقت است. باندی با آرامش توضیح داد که ماسک اسکی برای اسکی است، دستبند را در زباله‌دانی پیدا کرده، و بقیه اشیا هم اقلام عادی خانگی هستند. با این حال، کارآگاه جری تامپسون مظنون و همچنین خودروی مشابهی را از پروندهٔ آدم‌ربایی دارونچ در نوامبر ۱۹۷۴ به یاد داشت. او همچنین نام باندی را از تماس تلفنی کلاپفر در دسامبر ۱۹۷۴ به یاد داشت. پلیس آپارتمان باندی را جستجو کرد، یک راهنمای استراحتگاه‌های اسکی در کلرادو پیدا شد که در آن مسافرخانه‌های موجود در جنگل‌های طبیعی تیک خورده بودند، یک بروشور تبلیغاتی از مدرسه ویومنت (که دبرا کنت در آن ناپدید شده بود) هم توجه پلیس را جذب کرد، اما هیچ مدرک قانع‌کننده‌ای برای بازداشت او موجود نبود. او با ضمانت خودش از زندان آزاد شد. (باندی بعدها گفت که پلیس نتوانست مجموعه عکس‌های پلاروئیدی را که او از قربانیان خود تهیه کرده بود را در انباری پیدا کند، او ادعا کرد که عکس‌ها را بعدتر نابود کرده)
پلیس باندی را ۲۴ ساعته تحت نظر قرار داد، و تامپسون با دو کارآگاه دیگر به سیاتل پرواز کرد تا با کلاپفر مصاحبه کند. او به آن‌ها گفت که در سال پیش از اسباب کشی باندی به یوتا، در خانه خودش و همچنین در آپارتمان باندی گاهی اشیایی دیده که توضیحی برایشان نداشته: چوب زیر بغل، کیسه گچ پاریس که باندی پذیرفته بود که از یک فروشگاه عرضه لوازم پزشکی دزدیده، ساطور گوشت که باندی با خود به یوتا برده بود، دستکش جراحی و یک گونی پر از لباس زنانه. باندی همیشه به همه بدهکار بود به همین جهت کلاپفر احتمال می‌داد تمام لوازم ارزشمند خانه باندی دزدی باشد. یک بار، هنگامی که کلاپفر از او دربارهٔ ست جدید صوتی تصویریش توضیح خواست باندی به او را هشدار داد «اگر به کسی چیزی بگی گردن لعنتیتو می‌شکنم». کلاپفر به یاد می‌آورد که هر زمان می‌گفت مایل است موهایش را (که مدل معمول قربانیان باندی را داشت) کوتاه کند باندی به شدت ناراحت می‌شد. گاه پیش می‌آمد که کلاپفر نیمه شب از خواب بیدار شود و زیر ملافه‌ها باندی را ببیند که با یک چراغ‌قوه مشغول وارسی بدن اوست. باندی در فولکس واگن کلاپفر (که اغلب قرضش می‌گرفت) یک آچار برای «حفاظت» گذاشته بود که دسته‌اش تا نیمه با نوارچسب پوشانده شده بود. کارآگاهان تأیید کردند که باندی در هیچ‌یک از شب‌هایی که قربانیان شمال غربی پاسیفیک گم شده بودند نزد کلاپفر نبوده، همین‌طور زمانی که اوت و نسلوند ناپدید شده بودند. مدت کوتاهی پس از آن، کلاپفر توسط کتی مکنزی، کارآگاه قتل سیاتل بازجویی شد و از وجود استفانی بروکس و نامزدی کوتاه مدت او و باندی در حدود کریسمس ۱۹۷۳ آگاه شد.

در ماه سپتامبر باندی فولکس واگن خود را به یک نوجوان فروخت. پلیس یوتا آن را ضبط کرد و تکنسین‌های اف‌بی‌آی به منظور جستجوی دقیق اتاق ماشین را پیاده کردند. موهایی به دست آمد که با نمونه‌های به دست آمده از بدن کارین کمپبل تطبیق داشت. بعدها، رشته موهای دیگری به دست آمد که مطالعه میکروسکوپی شان نشان داد که هیچ تفاوتی بین آن‌ها و نمونه موهای ملیسا اسمیت و کارول دارونچ وجود ندارد. متخصص آزمایشگاه اف‌بی‌آی رابرت نیل به این نتیجه رسید که حضور رشته موهای سه قربانی متفاوت که هرگز با هم ملاقات نکرده بودند، در یک ماشین «اتفاقی است که احتمال وقوع آن تقریباً صفر است.»
در ۲ اکتبر ۱۹۷۵، کارآگاهان باندی را در صفی مقابل دارونچ قرار دادند، او بلافاصله باندی را به عنوان "افسر روزلاند" شناسایی کرد. شاهد دیگری از بانتیفول در همان صف، او را به عنوان غریبه‌ای که در حوالی ادیتوریوم مدرسه دبرا کنت پرسه می‌زد شناسایی کرد. شواهد کافی در دست نبود تا او را به ناپدید شدن دبرا کنت (که جسدش هرگز یافت نشد) ارتباط دهد، اما آنچه در دست بود بیش از حداقل لازم برای متهم کردن باندی به آدم‌ربایی و اقدام به حملهٔ مطروحه در پروندهٔ دارونچ بودند. والدینش او را با قید وثیقهٔ ۱۵٫۰۰۰ دلاری آزاد کردند. در فاصلهٔ زمانی بین کیفرخواست و محاکمه، باندی بیشتر وقتش را در سیاتل و در خانهٔ کلاپفر می‌گذراند. پلیس سیاتل شواهد کافی در اختیار نداشت تا او را به قتل‌های شمال غرب پاسیفیک متهم کند، اما او تحت نظارت دقیق نگه داشته شده بود. کلاپفر به یاد می‌آورد " وقتی من و تد پا از در بیرون می‌گذاشتیم تا جایی برویم تعداد زیادی خودروی پلیس نامحسوس استارت می‌زدند، وضع خیلی شبیه به آغاز مسابقات ایندی کار بود!"
در ماه نوامبر، سه بازرس اصلی پروندهٔ باندی؛ جری تامپسون از یوتا، رابرت کپل از واشینگتن و مایکل فیشر از کلرادو در جلسه‌ای در اسپن واقع در کلرادو ملاقات کردند. آن‌ها اطلاعاتی که در اختیار داشتند را با هم و نیز با ۳۰ کارآگاه و دادستان از پنج ایالت مختلف در میان گذاشتند. در پایان اجلاس اسپن مقامات متقاعد شده بودند که باندی آن قاتلی است که آن‌ها به دنبالش بوده‌اند. آن‌ها همچنین توافق داشتند که قبل از متهم کردن باندی به هر کدام از قتل‌ها به دست آوردن شواهد بیشتری ضروری است.
در فوریهٔ ۱۹۷۶ باندی برای آدم‌ربایی دارونچ محاکمه شد. او با توجه به سر و صدای تبلیغاتی به پا شده و بنا به توصیهٔ وکیلش جان اوکانل حقوق خود را به هیئت منصفه تفویض کرد. پس از یک محاکمهٔ چهار روزه و شور در یک آخر هفته، قاضی استوارت هانسون باندی را برای اتهامات آدم‌ربایی و حمله گناهکار دانست. در۳۰ ژوئن او به تحمل یک تا ۱.۵ سال حبس در زندان ایالتی یوتا محکوم شد. در اکتبر او را در حالی پیدا کردند که در محوطهٔ زندان در میان بوته‌ها پنهان شده بود. او لوازم ضروری برای فرار شامل نقشهٔ جاده‌ها، برنامه‌های خطوط هوایی و یک کارت تأمین اجتماعی را به همراه داشت. او چند هفته را در سلول انفرادی به سر برد. بعدتر در همان ماه مقامات کلرادو او را به قتل کارین کمپبل متهم کردند، باندی پس از یک دوره مقاومت در برابر استرداد مجرمان، در ژانویهٔ ۱۹۷۸ به اسپن منتقل شد.

## فرار از زندان
باندی در ۷ ژوئن ۱۹۷۷، از زندان گارفیلد کانتی در گلنوود اسپرینگز، برای دادرسی مقدماتی به دادگاهی در پیتکین کانتی منتقل شد. وکالت باندی به عهدهٔ خودش بود، به این ترتیب قاضی موافقت کرد که او بدون دستبند یا پابند در دادگاه حاضر شود. در زمان یکی از تنفس‌های دادگاه او اجازه خواست تا برای مطالعه در باب پرونده‌اش از کتابخانهٔ حقوقی دادگاه استفاده کند. باندی پشت یک قفسهٔ کتاب پنهان شد، پنجره‌ای را باز کرد و از طبقهٔ دوم به بیرون پرید. به هنگام فرود مچ پای راستش رگ به رگ شد. باندی لباس‌های رویی‌اش را درآورد و در مسیر آسپن به راه افتاد اما در حومهٔ آن شهر ایست‌های بازرسی متعدد ایجاد شده بود. به همین دلیل باندی مسیرش را به سمت کوه آسپن تغییر داد. بعد از راهپیمایی مفصلی در مسیرهای کوهستانی و در نزدیکی قلهٔ کوه، او وارد یک کلبهٔ شکار شد و توانست غذا، پوشاک و تفنگ سرقت کند. روز بعد، او کلبه را ترک کرد و مسیرش را رو به جنوب به سمت شهر کریستد باتی ادامه داد، اما در جنگل گم شد. او به مدت دو روز بی‌هدف در کوه سرگردان بود. باندی هر دو مسیر پیاده‌روی را که می‌توانست او را به مقصد برساند گم کرد.
در ۱۰ ژوئن باندی به یک تریلر کمپینگ در حاشیهٔ دریاچهٔ مارون واقع در ۱۰ مایلی جنوب اسپن، وارد شد و غذا و یک نیم‌تنهٔ پوستی مخصوص اسکی دزدید، اما به جای ادامه دادن مسیر به سوی جنوب به عقب بازگشت و در جهت شمال به سمت آسپن به راه افتاد. او در مسیر توانست از تمام بازرسی‌ها عبور کند و گیر هیچ گروه جستجویی نیفتد. سه روز بعد او یک خودرو را در نزدیکی یک زمین گلف در آسپن به سرقت برد. باندی که از سرما، بی‌خوابی و درد مچ پای رگ به رگ شده‌اش رنج می‌برد به آسپن وارد شد. دو افسر پلیس متوجه اتومبیل او شدند که در خیابان‌ها به صورت مارپیچ حرکت می‌کند و باندی را متوقف و دستگیر کردند. او برای شش روز یک فراری تحت تعقیب بود. در خودرو نقشهٔ مناطق کوهستانی اطراف آسپن یافت شد همان نسخه‌ای که دادستان‌ها برای نشان دادن محل جسد کارین کمپبل از آن استفاده کرده بودند. باندی به عنوان وکیل خودش، حق داشت در مراحل مقدماتی محاکمه حضور پیدا کرده و تمامی شواهدی را مطالعه کند که بنا بود از سوی دادستان علیه او استفاده شود. همین نکته نشان می‌داد فرار باندی در سطح بالایی طراحی شده بود. باندی به زندان گلنوود اسپرینگز بازگشت، او پیشنهاد دوستان و مشاوران حقوقی‌اش را قبول نداشت، آن‌ها توصیه کرده بودند که او دست به هیچ عملی نزند و منتظر بماند زیرا پروندهٔ ضعیفی که علیه او جریان داشت به‌طور پیوسته ضعیف‌تر می‌شد. بسیاری از درخواست‌های مطرح شده در جلسات پیش دادرسی رد شدند و بسیاری از شواهد ارائه شده نیز غیرقابل استناد اعلام شد.
احتمالاً یک متهم منطقی‌تر متوجه می‌شد که یک فرصت خوب برای تبرئه در اختیار دارد؛ این امکان وجود داشت که سایر دادستان‌های پیگیر پرونده (در ایالت‌های دیگر) با پذیرفتن اتهام ضرب و شتم به قصد قتل در کلرادو از سوی باندی، از تعقیب او دست بردارند. اگر تد تحمل می‌کرد تا یک سال و نیم حکمش برای پروندهٔ دارونچ به اتمام برسد می‌توانست آزاد شود. اما باندی طرح جدیدی برای فرار داشت: او از یکی از همبندهایش یک تیغهٔ ارهٔ آهن‌بر گرفت و طی یک دورهٔ شش‌ماهه ۵۰۰ دلار پول نقد ذخیره کرد. او بعدها گفت که پول توسط ملاقاتی‌هایش به ویژه کارول آن بون به او می‌رسید. در طول شب‌های زندان، در حالی که سایر زندانیان دوش می‌گرفتند، او با اره سوراخی در حدود یک فوت مربع (۰٫۳۰ متر مربع) در گوشه‌ای از سقف سلول خود ایجاد می‌کرد. او پس از از دست دادن ۳۵ پوند (۱۶ کیلوگرم) وزن، قادر بود از طریق آن سوراخ به فضای بالایی بخزد. در هفته‌های پیش رو باندی چند فرار تمرینی داشت. او از سوراخ عبور می‌کرد و ویژگی‌های فضا را می‌سنجید. خبرچین زندان بارها و بارها به نگهبانان گفت که در طول شب صدای حرکت در درون سقف شنیده می‌شود، اما این گزارش مورد بررسی قرار نگرفت. در تاریخ ۲۳ دسامبر ۱۹۷۷، قاضی دادگاه آسپن، تغییر محل دادرسی را به کلرادو اسپرینگز تأیید کرد. در ۳۰ دسامبر، شرایط فرار مهیا بود: بسیاری از کارکنان زندان در تعطیلات کریسمس به سر می‌بردند و بسیاری از زندانیان که دورهٔ حبس کوتاهی داشتند برای کریسمس مرخصی گرفته بودند. باندی با کتاب‌ها و بعضی وسایل دیگر فرم بدن خوابیده‌اش زیر پتو را بازسازی کرد و به سوراخ خزید. او از طریق سقف به آپارتمان رئیس گارد که برای شب کریسمس با همسرش بیرون رفته بود وارد شد. لباسهایش را با یک دست لباس عادی که از گنجهٔ نگهبان برداشته بود عوض کرد و از در اصلی زندان خارج شد. پس از سرقت یک خودرو، باندی به سمت شرق به سوی گلنوود اسپرینگز راند، اما به زودی خودرو در میانهٔ راه خراب شد. یک رانندهٔ عبوری او را ۶۰ مایل به سمت شرق برد تا به وِیل برسند. باندی از آنجا با یک اتوبوس به دنور رفت و از آنجا با یک پرواز خود را به شیکاگو رساند. در گلنوود اسپرینگز، خدمهٔ زندان تا بیش از ۱۷ ساعت بعد، تا ظهر ۳۱ دسامبر متوجه فرار او نشدند. در آن زمان باندی در شیکاگو بود.

## قتل‌های فلوریدا

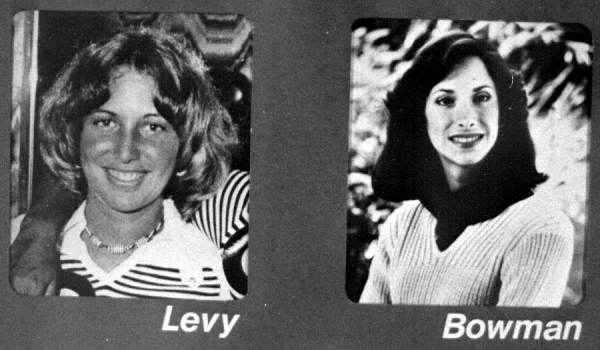
لیزا لِوی و مارگارت بومَن دو تن از آخرین قربانیان باندی

باندی با قطار از شیکاگو به آن آربور در میشیگان رفت. در تاریخ ۲ ژانویه در یک میخانهٔ محلی، او مسابقهٔ فوتبال بین دانشگاه سابقش UW و دانشگاه میشیگان در مسابقات سالانهٔ رز بال را تماشا کرد. پنج روز بعد، او یک ماشین را به سرقت برد و با آن به آتلانتا رفت. در روز ۸ ژانویه او به تالاهاسی در فلوریدا وارد شد. او در مهمانخانه‌ای نزدیک دانشگاه ایالتی فلوریدا، تحت نام مستعار کریس هاگن اتاقی اجاره کرد. باندی بعدها گفت که مایل بود در ابتدا مقدمات داشتن یک کار قانونی را فراهم کند و دیگر دست به عمل مجرمانه‌ای نزند. او می‌دانست که تا زمانی که توجه پلیس را جلب نکند، احتمالاً می‌تواند به‌طور نامحدود در فلوریدا آزاد بماند. تنها درخواست او برای کار در یک کارگاه ساختمانی بود اما هنگامی که از او مدارک شناسایی خواسته شد دیگر پی آن کار را نگرفت و به عادت قدیمش بازگشت: جنس بلند کردن از مغازه‌ها و سرقت کارت اعتباری.
زمانی مابین شب ۱۴ ژانویه یا ساعات آغازین روز ۱۵ ژانویهٔ ۱۹۷۸، یک هفته پس از ورودش به تالاهاسی، باندی از طریق در پشتی به خوابگاه دختران چی امگا وارد شد. حدود ۲:۴۵ صبح او با قطعه چوبی که از میان تودهٔ هیزم بخاری به عنوان چماق برداشته بود، به سر مارگارت بومن دانشجوی ۲۱ ساله ضربه زد سپس او را با جوراب نایلونی زنانهٔ ساق‌بلند خفه کرد. در اتاق خواب مجاور او به کتی کلِنر حمله کرد. آسیب او فک شکسته و پارگی‌های عمیق روی شانه بود هم‌اتاقی او کارن چندلر هم بی‌نصیب نماند: ضربه مغزی، فک و دندان‌های شکسته و انگشتان له شده.

بعدتر کارآگاه تالاهاسی تشخیص دادند که هر چهار حمله در زمانی کمتر از ۱۵ دقیقه و در مکانی صورت گرفت که در محدودهٔ شنوایی حداقل ۳۰ شاهد بود. پس از ترک خوابگاه، باندی به زور وارد آپارتمانی هشت بلوک دورتر از خوابگاه شد و به دانشجوی دیگری به نام شریل توماس حمله کرد. با ضربات باندی شانهٔ دختر در رفت و فک و جمجمه‌اش در پنج نقطه شکست. توماس به‌طور دائم شنوایی و تعادل حرکتی‌اش را از دست داد. پلیس در تختخواب توماس یک لکهٔ منی و یک تنپوش مردانه حاوی دو تار مو پیدا کردند که با مشخصات باندی تطابق داشت.
در روز ۸ فوریه، باندی با یک ون دزدی به جکسون‌ویل رفت. در یک پارکینگ او به لسلی پارمنتر، دختر ۱۴ سالهٔ یک کارآگاه پلیس نزدیک شد و خود را به عنوان «ریچارد برتون، آتش‌نشان» معرفی کرد، اما هنگامی که برادر بزرگ‌تر لسلی به آن‌ها نزدیک شد، عقب‌نشینی کرد. باندی روز بعد به لیک سیتی رفت. آن روز صبح کیمبرلی دایان لیچ دانش آموز ۱۲ ساله از کلاس خارج شد اما هرگز برنگشت. پس از جستجوی فراوان، بخشی از بقایای جسد او هفت هفته بعد در یک مزرعهٔ پرورش خوک در نزدیکی پارک ایالتی سووانی ریور در ۳۰ مایلی لیک سیتی پیدا شد.
در روز ۱۲ فوریه، باندی برای پرداخت اجارهٔ عقب افتادهٔ خود پول کافی نداشت از سوی دیگر احتمال می‌داد که پلیس در حال نزدیک شدن به او باشد. باندی خودروی دیگری دزدید و از تالاهاسی فرار کرد و به پن هندل در فلوریدا رفت. سه روز بعد حدود ۱:۰۰ صبح، افسر پلیس منطقهٔ پنساکولا دیوید لی در نزدیکی مرز ایالت آلاباما به اتومبیل باندی که باز هم یک فولکس‌واگن بود فرمان ایست داد، بررسی مدارک خودرو نشان داد که خودرو مسروقه است. هنگامی که پلیس اعلام کرد او تحت بازداشت است، باندی با لگد افسر را نقش زمین کرد و سریع پا به فرار گذاشت. لی گلوله‌ای برای هشدار شلیک کرد و پس از شلیک دوم مظنون را تعقیب کرد و به او رسید. باندی و لی درگیر شدند، باندی سعی کرد اسلحهٔ لی را از چنگش درآورد اما در نهایت این افسر پلیس بود که پیروز شد و او را دستگیر کرد.
در خودرو سه کارت شناسایی، ۲۱ کارت اعتباری مسروقه و یک ست تلویزیون دزدی پیدا شد. در بازرسی از ماشین یک جفت عینک آفتابی و لباسی که او در جکسون‌ویل پوشیده بود نیز پیدا شد. لی مظنونش را به زندان برد غافل از اینکه او یکی از ده مجرمی را دستگیر کرده که در فهرست تحت تعقیب‌ترین مجرمان اف‌بی‌آی بوده است. در حین انتقال باندی، لی شنید که مظنونش می‌گوید: «کاش منو کشته بودی».

## دادرسی در فلوریدا، ازدواج
در پی تغییر محل برگزاری دادگاه محاکمه به میامی، باندی برای اتهام قتل و ضرب و جرح در خوابگاه چی امگا در ژوئن سال ۱۹۷۹ به دادگاه رفت. ۲۵۰ نفر خبرنگار از پنج قارهٔ جهان محاکمه را تحت پوشش قرار می‌دادند. این اولین بار بود که محاکمه‌ای به صورت سراسری در تمام ایالات آمریکا از تلویزیون پخش می‌شد. باندی پنج وکیل تسخیری داشت اما دوباره این خودش بود که عهده‌دار بخش مهمی از روند دفاع بود. پولی نلسون –از اعضای تیم حقوقی باندی- بعدها نوشت «از همان آغاز، تد با کینه‌ورزی، عدم اعتماد، و توهمات خود بزرگ بینانه‌اش کل تلاش‌های تیم در جریان دفاع را نابود کرد. تد با اتهام قتل رو به رو بود، مجازات احتمالی او اعدام بود اما تمام آنچه برای او اهمیت داشت این بود که خودش عهده‌دار همه چیز باشد.»
به گفته مایک مینروا، از وکلای مدافع عمومی تالاهاسی و عضو تیم دفاع باندی، پیش از محاکمه قرار مصالحه‌ای به شرح زیر مطرح شد: باندی در ازای ۷۵ سال زندان به قتل لوی، بومن و لیچ اعتراف می‌کرد. دادستان به یک دلیل خیلی ساده مایل بود این قرار به نتیجه برسد: باخت دادستان در دادگاه کاملاً محتمل بود. از سوی دیگر باندی به این معامله تنها به عنوان راه حلی برای اجتناب از مجازات اعدام نگاه نمی‌کرد، از دید او این یک «حرکت تاکتیکی» مناسب بود: تقاضا مطرح می‌شود سپس با چند سال انتظار برای از بین رفتن مدارک، مرگ شاهدان عینی یا پس گرفتن گواهیشان شرایط به نحوی تغییر می‌کرد که پرونده تشکیل شده علیه باندی به ورطه غیرقابل بازگشتی سقوط کند. در این هنگام تقاضای تجدید نظر مطرح می‌شود و نتیجه این بار تبرئه خواهد بود. با این حال در آخرین لحظه باندی معامله را رد کرد. مینروا می‌گوید: «این به آن معنا بود که باندی در مقابل تمام دنیا بایستد و بگوید که گناهکار است، این چیزی نبود که تد قادر به انجامش باشد.»

در دادگاه، دو نفر از اعضای چی امگا گواهی دادند، گفته‌های آن دو اهمیتی حیاتی داشت یکی کانی هیستینگز بود که در شب واقعه باندی را در مجاورت چی امگا دیده بود و دیگری نیتا نییری که باندی را به هنگام خروج از ساختمان خوابگاه دیده بود، او دیده بود باندی یک تکه چوب در دست دارد همان تکه هیزمی که به عنوان آلت قتاله شناخته شد. شواهد فیزیکی موجود دال بر گناهکاری باندی بود. از آن جمله این بود که قالب دندان باندی با اثر دندانی 

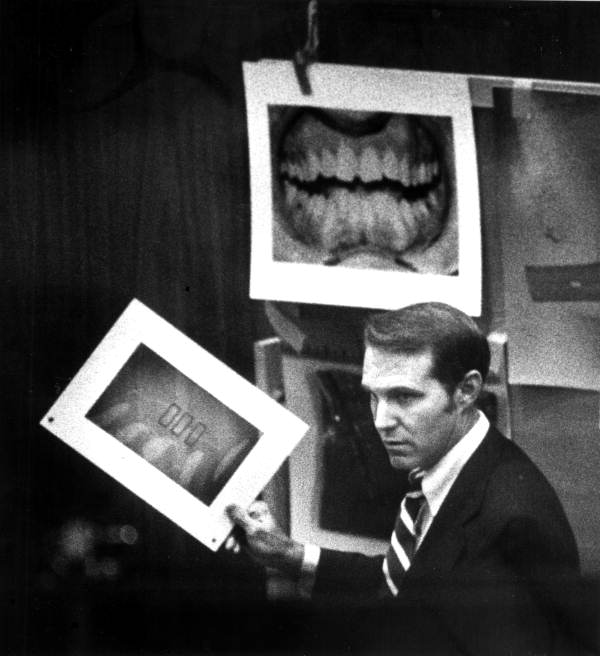
دکتر سوویرون قالب دندان باندی و اثر دندان به دست آمده در پرونده قتل‌های چی امگا را مقایسه می‌کند

 که روی بدن لوی جای گاز گرفتگی باقی گذاشته بود تطابق داشت. جلسه شور برای هیئت منصفه، کمتر از هفت ساعت طول کشید. در پایان در تاریخ ۲۴ ژوئیه ۱۹۷۹ او به دو فقره قتل، سه فقره اقدام به قتل درجه اول، و دو فقره سرقت محکوم شده بود. قاضی دادگاه برای اتهام قتل حکم اعدام صادر کرد.
شش ماه بعد دادگاه دومی در اورلاندو برای پرونده ربودن و قتل کیمبرلی لیج برپا شد. پس از جلسه شوری که کمتر از هشت ساعت طول کشید باندی دوباره گناهکار شناخته شد، قوی‌ترین ادله موجود گواهی شاهدان عینی بود که دیده بودند او لیچ را از حیاط مدرسه به سمت ون خود هدایت می‌کند. شواهد مهم دیگر عبارت بود از الیافی که در ون مسروقه و روی بدن لیچ پیدا شده بود، الیاف با بافت ژاکتی که باندی به هنگام دستگیری پوشیده بود تطابق داشت.
در طول روند محاکمه، باندی از قانون مبهمی در فلوریدا استفاده کرد، طبق این قانون با اعلان ازدواج دو نفر در دادگاه، در محضر قاضی آن ازدواج در حکم یک ازدواج قانونی خواهد بود. باندی در جریان پرسش و پاسخ از همکار سابقش در DES واشینگتن کارول آن بون، به عنوان شاهد بود که از بون پرسید آیا حاضر است با او ازدواج کند؟ پاسخ بون مثبت بود. باندی خطاب به دادگاه اعلام کرد که آن دو زن و شوهر هستند. بون در جریان محاکمه به فلوریدا نقل مکان کرده بود تا در کنار باندی باشد، او در محاکمه‌های پیشین باندی به نفع او گواهی داده بود و در آن جلسه خاص از دادگاه نیز در حال ارائه گفته‌هایش به عنوان شاهد آشنا با شخصیت باندی بود.
در تاریخ ۱۰ فوریهٔ سال ۱۹۸۰ باندی برای بار سوم به مرگ توسط عبور جریان برق محکوم شد. طبق برخی گزارش‌ها هنگامی که حکم اعلام شد او ایستاد و فریاد زد: «به هیئت منصفه بگین که اشتباه کردن». این سومین حکم اعدام بود در نهایت بیش از نه سال بعد اجرا شد.

در اکتبر سال ۱۹۸۲، بون یک دختر به دنیا آورد. برخی منابع بر این باورند که باندی پدر این بچه بوده است. اما در آن زمان در زندان ریفورد ملاقات‌های زناشویی مجاز نبود. گمان می‌رود زندانیان برای ملاقات خصوصی با بازدیدکنندگان زنشان داشته به نگهبانان رشوه می‌داده‌اند.

## نوبت اعدام، اعترافات و اعدام

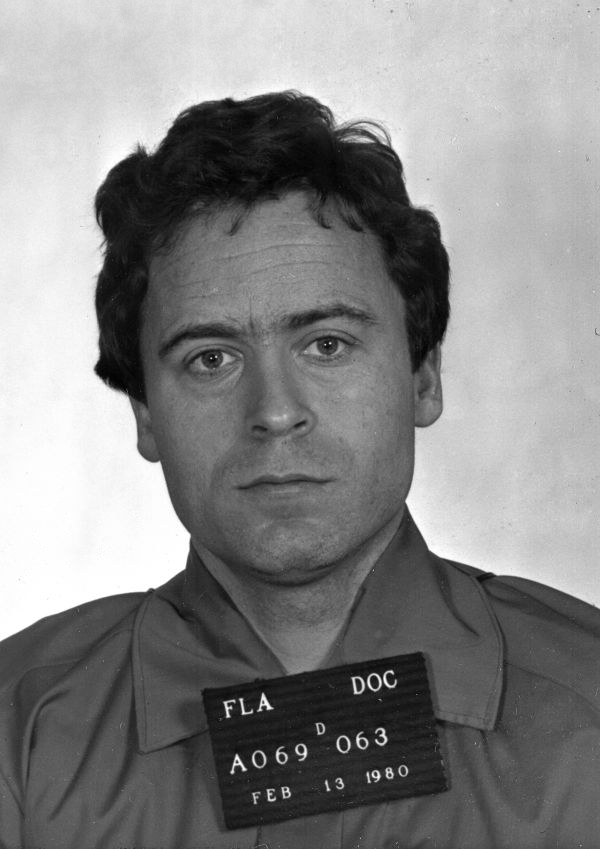
تصویر باندی در پرونده‌اش، ۱۹۸۰

مدت کوتاهی پس از پایان محاکمهٔ لیچ و آغاز فرایند طولانی تجدید نظر خواهی که در پی محاکمه‌ها آغاز شد. باندی مجموعه‌ای از مصاحبه‌های دنباله‌دار را با استفان میچاد و هیو اِینسوُرث آغاز کرد. باندی برای فرار از «ننگ اعتراف» با استفاده از ضمیر سوم شخص ماجراهای خود را تعریف می‌کرد. اولین جزئیات قتل‌های او و روند برنامه‌ریزی و تفکر آن‌ها در همین سلسله مصاحبه‌ها فاش شد.
او جزئیات دزدی‌های خود را شرح داد به این ترتیب سوء ظن بلند مدت کلاپفر تأیید شد، او از پیش تصور می‌کرد که هر آنچه باندی دارد احتمالاً دزدی است. باندی دزدی‌های خود را اینطور توصیف می‌کند:" آنچه در واقع عاید من می‌شد در اختیار گرفتن هر چیزی بود که دزدیده بودمش… من از داشتن چیزی لذت عمیق می‌برم که وقتی به خواستنش اراده کردم، برم و ورش دارم. " عنوان شده مهم‌ترین انگیزه باندی برای تجاوز و قتل همین میل شدید به در اختیار داشتن بوده است.
به گفته خود باندی، تجاوز و آزار جنسی میل او به در اختیار داشتن قربانیانش را در حد کمال ارضا می‌کرد. در آغاز او قربانیانش را می‌کشت، چون "این تدبیر عاقلانه‌ای بود… برای اینکه امکان گیر افتادن رو از بین ببری " اما بعدها کشتن به بخشی از "ماجراً تبدیل شد. او توضیح داد "حد نهایی در اختیار داشتن قربانی اینه که زندگیش رو بگیری … و بعدش بقایای فیزیکی رو تصاحب کنی"

باندی به مأمور ویژه ویلیام هگمایر، از واحد تحلیل رفتاری اف‌بی‌آی، اعتماد داشت. هگمایر از دریافت احساس باندی نسبت به قتل شوکه شد، قتل برای او "رضایتی عمیق و حتی عرفانی "به همراه می‌آورد. هگمایر به یاد می‌آورد: 
باندی می‌گفت: وقتی یه مدت بگذره کشتن جرمی نیست که از روی شهوت یا خشم مرتکب میشی… کشتن تبدیل میشه به دار و ندارت. اونا بخشی از تو هستن، [قربانیان] تبدیل به بخشی از وجودت میشن، و شما [دو نفر] برای همیشه یکی میشین… و زمینی که اونها رو، روش کشتی یا اونها رو اونجا رها کردی برات مقدس میشه و مجبور میشی همیشه بهش برگردی." باندی به هگمایر گفته بود در سالهای آغازین او فقط یک قاتل "آماتور" بوده "کسی که با یه انگیزه آنی دست به قتل می‌زنه.
 اما این مربوط به قبل از دوران "شکوفایی و اوج" اوست، زمانی که باندی به یک "صیاد" تبدیل شد. او آغاز این دوره را مصادف با حدود زمان قتل لیندا هیلی در سال ۱۹۷۴ می‌داند. این امر حاکی از آن است که او قبل از ۱۹۷۴ شروع به کشتن کرده. هرچند باندی هرگز این را نپذیرفت.
در ماه ژوئیه سال ۱۹۸۴ نگهبانان زندان ریفورد دو تیغه اره آهن بری را در سلول باندی یافتند. در یکی از پنجره‌ها یکی از نرده‌های فولادی کاملاً اره شده و سپس با نوعی چسب دست‌ساز مبتنی بر صابون دوباره سر جایش قرار داده شده بود. چند ماه بعد، نگهبانان در سلول باندی یک آینه پیدا کردند، او باز به سلول دیگری منتقل شد.
در طول این مدت پیش آمده بود که باندی توسط گروهی از همبندهایش در میان زندانیان محکوم به اعدام مورد حمله قرار بگیرد. او وقوع چنین حادثه‌ای را انکار کرد هر چند چندین نفر از زندانیان به حمله اعتراف کردند. حتی منبعی این حمله را تجاوز جنسی گروهی توصیف کرد. مدت کوتاهی پس از آن او متهم شد که با مکاتبه غیرمجاز با یکی دیگر از زندانی‌ها، جان هینکلی، مرتکب تخلف انضباطی شده است.
در اکتبر سال ۱۹۸۴ باندی که در آن زمان خودش را متخصص قاتلان سریالی می‌دانست، با رابرت کپل تماس گرفت و اعلام آمادگی کرد که تجربیاتش را با پلیس سهیم کند. در آن زمان قاتل سریالی جدیدی در واشینگتن مشغول یکه‌تازی بود که از سوی رسانه‌ها قاتل گرین ریور لقب گرفته بود. او به نوعی جانشین باندی محسوب می‌شد. کپل به همراه کارآگاه پرونده گرین ریور دیو ریچرت با باندی مصاحبه کرد. اما ۱۷ سال دیگر زمان لازم بود که گری ریجوی گیر بیفتد. کپل بعدها مصاحبه گرین ریور را با جزئیات فراوان منتشر کرد.
اوایل ۱۹۸۶، تاریخ ۴ مارس به عنوان روز اجرای حکم اعدام پرونده چی امگا تعیین شد. دیوان عالی این حکم را برای مدت کوتاهی معلق کرد اما به زودی تاریخ دیگری معین شد. در آوریل و مدت کوتاهی پس از آنکه تاریخ دوم ژوئیه به عنوان تاریخ نهایی اجرای حکم اعلام شد، باندی شروع به اعتراف برای هگمایر و نلسون کرد. به اعتقاد این دو نفر آنچه باندی شرح داد حد اعلای تمام جنایات او بوده است. او آنچه که به سر اجساد می‌آورد را با جزئیات شرح داد. آرایش اجساد، شستن آنها، خوابیدن در کنارشان، قطعه قطعه کردن، سر بریدن و معاشقه با بدن‌های بیجان بخشی از این روند بود. باندی بنا به موقعیت برخی از مناسک ابداعی را اجرا می‌کرده است.
کمتر از پانزده ساعت قبل از اجرای حکم در ۲ ژوئیه، دادگاه استیناف حوزهٔ یازدهم ایالات متحده آمریکا تحت شرایط مبهمی حکم اعدام را معلق کرد و پروندهٔ چی امگا را برای پاره‌ای تحقیقات فنی (از جمله بررسی توان روانی متهم حین روند دادرسی) به دادگاه فرعی ارجاع کرد. ۱۸ نوامبر به عنوان تاریخ اجرای حکم اعدام برای پرونده لیچ اعلام شد، اما دادگاه استیناف حوزه یازدهم، روز ۱۷ نوامبر دوباره حکم را معلق کرد. در میانه سال ۱۹۸۸ دادگاه استیناف حوزه یازدهم علیه باندی رأی داد. در دسامبر همان سال دیوان عالی تقاضای بازنگری در حکمش را نپذیرفت. چند ساعت پس از رد شدن آخرین تقاضا، تاریخ قطعی اجرای حکم اعدام برای ۲۴ ژانویهٔ ۱۹۸۹ اعلام شد. روند رسیدگی به پرونده باندی در دادگاه‌های استیناف به طرزی غیرعادی برای پرونده‌ای به آن سنگینی، سریع بود. آن طور که وان دروهل می‌نویسد: «برخلاف باور عموم دادگاه‌ها پروندهٔ باندی را هر چه سریع‌تر از سر خود باز می‌کردند… حتی دادستان‌ها هم متوجه بودند که وکلای باندی از هیچ تکنیکی برای وقت‌کشی استفاده نمی‌کنند. مردم از تأخیری که در اجرای حکم و روند دادرسی مشاهده می‌کردند برآشفته بودند، اما در حقیقت پروندهٔ تد باندی روی دور تند بود.»
حال پس از بی‌اثر ماندن تمام فرجام‌خواهی‌ها، باندی دیگر انگیزه‌ای برای انکار نداشت. او سرانجام پذیرفت که با صراحت با بازجویان سخن بگوید. در اورگون و واشینگتن، باندی در مورد ۸ قتل مظنون اصلی بود. او طی جلسه‌ای با کپل، ضمن پذیرفتن مسئولیت آن هشت مورد قتل، به دو قتل دیگر در اورگون و سه مورد دیگر در واشینگتن اقرار کرد. او نپذیرفت این پنج نفر را شناسایی کند (هر چند تضمینی هم وجود ندارد که آیا او در حقیقت آن‌ها را می‌شناخته یا خیر). او محل یک جسد دیگر را معلوم کرد و توضیح داد که سر آن جسد را در شومینهٔ الیزابت کلاپفر سوزانده است: «بین این همه بلایی که سر لیز بیچاره آوردم، مطمئناً به خاطر این یکی منو نمی‌بخشه» او ربودن جرجین هاوکینز در آن کوچهٔ روشن در محوطهٔ دانشگاه واشینگتن را به دقت شرح داد و گفت چطور دخترک را تطمیع کرده که با او به ماشینش بیاید، چطور با ضربه چماق بیهوشش کرده، دستبندش زده به خارج شهر برده و بعد از تجاوز خفه‌اش کرده است. او توضیح داد که تمام شب اول را با جسد او گذرانده و بعد هم سه بار به سراغ او رفته است. کپل می‌گوید جزئیات باندی از منطقه‌ای که بقایای اجساد اوت، نسلوند و هاوکینز در آن کشف شد به قدری دقیق بود که «انگار خودش اونجا بود و داشت همه چیز رو می‌دید، باندی شیفته حکایت خودش از منطقه شده بود. این به این خاطر بود که زمان زیادی رو اونجا گذرونده بود. تمام وجود باندی دستخوش ایده کشتن بود.» برداشت نلسون نیز مشابه کپل بود، نلسون می‌نویسد «این زن ستیزی مطلق جرائم باندی بود که مرا شوکه می‌کرد، خشونت بی پرده‌اش نسبت به زنان، او هیچ رحم نداشت… او مجذوب جزئیاتی بود که ارائه می‌کرد. کمال زندگی او قتل‌هایش بود.»
باندی نزد کارآگاهان دیگری از آیداهو، یوتا و کلرادو به قتل‌های متعدد دیگری اعتراف کرد. از جمله چند مورد که پلیس از آن بی‌اطلاع بود. به زودی راهکاری که باندی در پس این همکاری‌ها به دنبالش بود آشکارشد: او بسیاری از جزئیات را ناگفته باقی می‌گذاشت به امید اینکه از این اطلاعات ناقص برای به تأخیر انداختن حکم اعدامش حداکثر استفاده را ببرد. او اعتراف کرد که بقایای یک جسد دیگر همچنان در کلرادو مدفون است اما از توضیح بیشتر سرباز زد. راهکار باندی "طرح استخوان در مقابل زمان " نام گرفت. تنها اثر آن اصرار شدید مسئولان برای اعدام باندی در تاریخ مقرر و مختصری اطلاعات بود. در مواردی که باندی اطلاعات می‌داد پیش می‌آمد که چیزی یافت نشود. کارآگاه پلیس کلرادو، مت لیندوال این امر را نتیجه تعارض درونی باندی می‌داند: او از سویی مایل بود اعدام به تعویق بیفتد و از سوی دیگر می‌پنداشت تنها خودش حق دارد محل واقعی بقایای قربانیانش را بداند، این تضمین‌کننده مالکیت او بر قربانیان بود.
وقتی مشخص شد که امکان هیچ تأخیری از سوی دادگاه در اجرای حکم اعدام وجود ندارد، طرفداران باندی آخرین برگ خود را به بازی گرفتند: گزینه باقی‌مانده عفو اجرایی بود. دیانا وینر، وکیل جوان اهل فلوریدا و آخرین کسی که ادعا شده با باندی رابطه‌ای عشقی داشته، از خانواده‌های چند قربانی در کلرادو و یوتا درخواست کرد از فرماندار فلوریدا باب مارتینز بخواهند اعدام را به تعویق بیندازد تا باندی اطلاعات بیشتری را فاش کند. همه درخواست‌ها رد شد. نلسون می‌نویسد: «در حال حاضر خانواده‌ها معتقد هستند قربانی‌ها مرده‌اند و باندی آن‌ها را کشته است، آن‌ها نیازی به اعترافات او ندارند». مارتینز که نمی‌توانست با تأخیر بیشتر موافقت کند صریحاً به گزارشگران گفت که درصدد نیست در سیستم جاری تغییری ایجاد کند و اینکه چانه زنی باندی برای زنده ماندن در مقابل اجساد قربانیان بسیار ناپسند است.
هگمایر در خلال آخرین مصاحبه‌های باندی با بازجویان حاضر بود. در آستانه اعدام او از قصد خودکشی صحبت کرد. هگمایر گفت: «او نمی‌خواست دولت از اینکه شاهد مرگ اوست حس رضایت داشته باشد». تد باندی در تاریخ ۲۴ ژانویه ۱۹۸۹، در ساعت ۷:۱۶ صبح به وقت شرق آمریکا، در زندان ریفورد با صندلی الکتریکی اعدام شد. چند صد نفر هم‌زمان با اجرای حکم اعدام در فضای باز آنسوی خیابان مرگ او را جشن گرفتند. هنگامی که نعش کش حامل جسد او زندان را ترک گفت فریاد شادی عده زیادی بلندشد. بقایای بدن باندی در گَینسویل سوزانده شد. خاکستر او را در محل نامعلومی در کاسکید رنج ایالت واشینگتن پراکندند.

## روش کار، مشخصات قربانیان

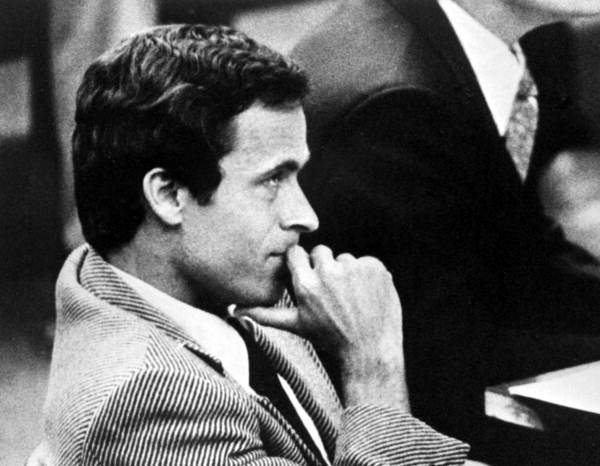
باندی در دادگاه، فلوریدا، ۱۹۷۸-از آرشیو ایالتی فلوریدا

باندی به صورتی غیرعادی منظم و حسابگر بود. او با استفاده از دانش گسترده‌اش در زمینه روند اجرای قانون توانست برای چند سال از شناسایی و دستگیر شدن پرهیز کند. محل وقوع جرائم او در محدوده جغرافیایی وسیعی پراکنده بودند. قبل از اینکه گروه‌های تحقیق مختلف به این نتیجه برسند هدف همه تحقیقات یک نفر است، تعداد قربانیان او به بیست نفر رسیده بود. شیوه‌ای که برای کشتن استفاده می‌کرد بی صدا بود و با ابزارهایی معمولی اجرا می‌شد که در هر خانه‌ای یافت می‌شود، او یا قربانیان را خفه می‌کرد یا با چند ضربه به سر آن‌ها را از پای درمی‌آورد. او سلاح گرم را به سبب ایجاد صدا و شواهدی که از ان باقی می‌ماند نمی‌پسندید. باندی را می‌توان محققی موشکاف توصیف کرد که محیط اطرافش را تا ریزترین جزئیات می‌کاوید تا مکان مناسب برای آدم‌ربایی و همچنین پنهان کردن اجساد را بیابد. مهارت او در به جا گذاشتن حداقل شواهد فیزیکی غیرعادی بود. اثر انگشت او در هیچ‌یک از صحنه‌های وقوع جرم پیدا نشد. هیچ مدرک فیزیکی غیرقابل انکار دیگری هم دال بر حضور او در صحنه جنایت نبود. با تکیه بر همین امر او چندین سال بر بی گناهیش اصرار ورزید.
دیگر مانع عمده بر سر راه اعمال قانون، شکل‌های بی‌اندازه متنوعی بود که صورت باندی می‌توانست به خود بگیرد. برخی این ویژگی او را به آفتاب‌پرست شبیه دانسته‌اند: او تقریباً قادر بود در هر لحظه‌ای که اراده کند شمایل جدیدی به خود بگیرد. در اوایل تحقیقات پلیس می‌دید که نشان دادن عکس او به شاهدها بی‌فایده است، او در هر عکس شکل متفاوتی داشت. استوارت هانسون قاضی پرونده دارونچ، تجربه شخصی از برخورد با باندی را این چنین شرح می‌دهد: «حس صورت باندی قادر بود چنان تمام چهره او را دگرگون کند که برخی موارد نمی‌توانستی مطمئن باشی که با همان شخص رو به رو هستی.» باندی آگاهانه از این قابلیت غیرعادی استفاده می‌کرد. او برای دگرگون کردن چهره‌اش در مواقع ضروری، تغییرات مختصری در ته ریش یا مدل موهایش می‌داد. باندی یک خال سیاه‌روی گردنش داشت او این علامت مشخصه را به سادگی با پوشیدن لباس‌های یقه‌اسکی پنهان می‌کرد. حتی شناسایی فولکس‌واگن او هم غیرممکن به نظرمی رسید، شاهدان مختلف رنگ ماشین او را طیفی از رنگ‌های متالیک یا غیرمتالیکِ قهوه‌ای سیر، قهوه‌ای روشن، قهوه‌ای سوخته یا برنزی توصیف کرده بودند.
عملکرد باندی، نظیر هر قاتل سریالی دیگری، طی زمان رشد پیدا کرد. اوایل نقشه این بود: دیر وقت شب، ورود به عنف، حمله به قربانی با شیئی چماق مانند درحالی‌که قربانی هنوز خواب است. به بعضی با استفاده از اشیا خارجی تجاوز شده بود و در نهایت قربانی درحالی‌که بیهوش یا مرده بود به حال خود رها می‌شد. به تدریج سبک باندی تکامل پیدا می‌کرد و انتخاب قربانی و مکان از سوی او سازمان یافته تر صورت می‌گرفت. او از ترفندهای متعددی برای فریب دادن قربانیش بهره می‌برد تا او را به اتوموبیلش که در محل از پیش تعیین شده‌ای پارک شده بود، بکشاند. در اتومبیل ابزار کار از پیش آماده بود. در مواردی او با جعل ظاهر فردی محتاج کمک با استفاده از آویز بازو یا چوب زیر بغل قربانی را تطمیع می‌کرد تا برای کمک، با او همراه شود. در مواردی هم او خودش را پلیس یا آتش‌نشان جا می‌زد. باندی خوش قیافه و کاریزماتیک بود و از این دو موهبت برای تحت تأثیر قرار دادن قربانی و جلب اعتماد او استفاده می‌کرد. در نزدیکی اتوموبیل ناگهان او بر قربانی مسلط می‌شد، او را می‌زد و با دستبند مهار می‌کرد. چه در همان محل و چه در مکانی دورتر، که با مطالعه قبلی انتخاب شده بود، قربانی اغلب مورد تجاوز قرار می‌گرفت و بعد خفه می‌شد. باندی در اواخر فعالیت جناییش در فلوریدا، احتمالاً به سبب ترس از تحت تعقیب قرار گرفتن، دوباره به سبک قدیمیش در حمله‌های بی نظم و آشفته به قربانیان خوابیده که به صورت اتفاقی انتخاب می‌شدند، بازگشت.
باندی جنایات خود را در محل دومی به پایان می‌رساند، در آنجا او لباس‌های قربانیان را درمی‌آورد و بعد آن‌ها را می‌سوزاند. در حداقل یک مورد، او لباس‌های قربانی را در یک صندوق کمک به خیریه انداخته بود. باندی روند لباس کندن را هم آیینی و هم عملی می‌دانست، به این ترتیب میزان آثار به جا مانده از او به حداقل می‌رسید. باندی معمولاً چند بار به این صحنهٔ جرم ثانویه بازمی‌گشت تا با اجساد مشغول باشد. باندی از تعداد زیادی از قربانیان عکس گرفته بود: «وقتی به سختی تلاش می‌کنی تا یه کاری رو درست انجام بدی اصلاً دلت نمی‌خواد فراموشش کنی.» باندی مصرف مقدار زیادی الکل را بخشی ضروری از انجام فرایند کشتن می‌دانست. او نیاز داشت در پرسه‌زنی‌هایش به دنبال قربانی «بی‌نهایت مست» باشد تا بتواند ندای بازدارندهٔ درونش را به میزان قابل توجهی کم کند. او نیاز داشت مست باشد چون می‌ترسید «شخصیت غالبش» مانع آن شود که «موجودیت» درونی‌اش در جهت میل و هوسش عمل کند.
تمام قربانیان شناخته شدهٔ باندی زنان سفیدپوست بودند و اغلب از خانواده‌هایی با سطح متوسط می‌آمدند. تقریباً همگی بین ۱۵ تا ۲۵ سال داشتند و اغلب دانشجو بودند. ظاهراً باندی هرگز به سراغ کسی که با او آشنایی داشته نرفته است. (در آخرین ملاقاتشان باندی به کلاپفر گفت: «هر وقتی که حس می‌کردم حس قدرت ناشی از بیماریم داره تو وجودم راه پیدا می‌کنه عمداً ازت دوری می‌کردم.» رول متوجه شده بود اغلب قربانیان شناخته شده موهای صاف با مدل مشابهی داشتند، نظیر مدل موی استفانی بروکس، اولین دوست دختر باندی در دانشگاه. طبق نظریهٔ رول، نفرت باندی از اولین دوست دخترش ماشه وحشیگری‌های چند سالهٔ او را کشیده و باعث شده او قربانیانی را انتخاب کند که به او شباهت داشته‌اند. البته باندی این نظریه را رد کرد. او به هیو اینسورث، گفته بود «اونا فقط طبق معیارهای معمول جوان و جذاب محسوب می‌شدن… خیلیا این مزخرفات رو پذیرفتن که دخترا شبیه هم بودن… [اما] تقریباً همه چیز متفاوت بود… به لحاظ فیزیکی، میشه گفت اون‌ها کاملاً متفاوت بودن.» باندی اذعان داشت، جوانی و زیبایی معیارهای غیرقابل چشم‌پوشی او در انتخاب قربانیان بوده است.

## آسیب‌شناسی
باندی تحت معاینه‌های روان‌شناسی متعددی قرار گرفت، تشخیص متخصصین یکی نبود. تشخیص دوروتی لوییس- از دانشگاه نیویورک و از صاحب نظران رفتارهای خشن- در ابتدا اختلال دوقطبی بود، او بعدها چند مرتبه نظر تشخیصی متفاوتی اعلام کرد. بعضی شواهد این نظر را تقویت می‌کرد که او مبتلا به اختلال تجزیهٔ هویت بوده است. یکی از خاله‌های مادر باندی شاهد صحنه‌ای بود که در آن باندی «انگار به شخص دیگه‌ای تبدیل شده بود که نمی‌شد دقیقاً گفت کیست…(در آن وضعیت خاله) ناگهان احساس کرد از نوه خواهر مورد علاقه‌اش، می‌ترسد. آن دو نزدیک غروب در یک ایستگاه قطار منتظر بودند و ناگهان انگار باندی به یک غریبه تبدیل شده بود.» یک کارمند زندان در تالاهاسی داستان دگردیسی مشابهی را برای لوییس تعریف کرده بود: «او تعریف کرد رفتار باندی ناگهان عجیب و غریب شد، انگار استحاله‌ای رخ داده بود، صورت و بدن او تغییر کرده بود و انگار بویی از او به مشام می‌رسید. کارمند زندان گفت این جریان به یک تغییر پیچیده شخصیت می‌ماند… از آن روز به بعد بود که دیگر از او می‌ترسیدم.»
روانشناسان و روانپزشکان تشخیص دقیقی در مورد کیس باندی نداشتند، اما غالب شواهد حاکی بر ابتلای او به اختلال دو قطبی یا انواع دیگری از روان‌پریشی بود. برای مثال عوارض کلاسیک اختلال شخصیت ضداجتماعی (ASPD) در او مشهود بود. اشخاصی که به ASPD مبتلا هستند، واجد قدرت تمییز میان درست و نادرست هستند (برخلاف اغلب بیماران روان‌پریش) اما این توانایی حداقل تأثیر را در رفتارهایشان می‌گذارد. این گروه از بیماران عملاً فاقد احساس گناه یا پشیمانی هستند باندی خود این نکته را تصدیق کرده بود، در مصاحبه‌ای در سال ۱۹۸۱ باندی اذعان داشت: «احساس گناه واقعاً هیچ مشکلی رو حل نمی‌کنه… اذیتت میکنه… فکر کنم، من موقعیت حسادت برانگیزی دارم، اینکه مجبور نیستم با حس گناه سر و کله بزنم. هیچ دلیلی وجود نداره که این کار رو بکنم.» وضعیت روانی باندی با عناوین دیگری هم توصیف شده است. خودشیفتگی، ضعف قدرت داوری، رفتارهای کنترل‌کننده و گمراه‌کننده و…

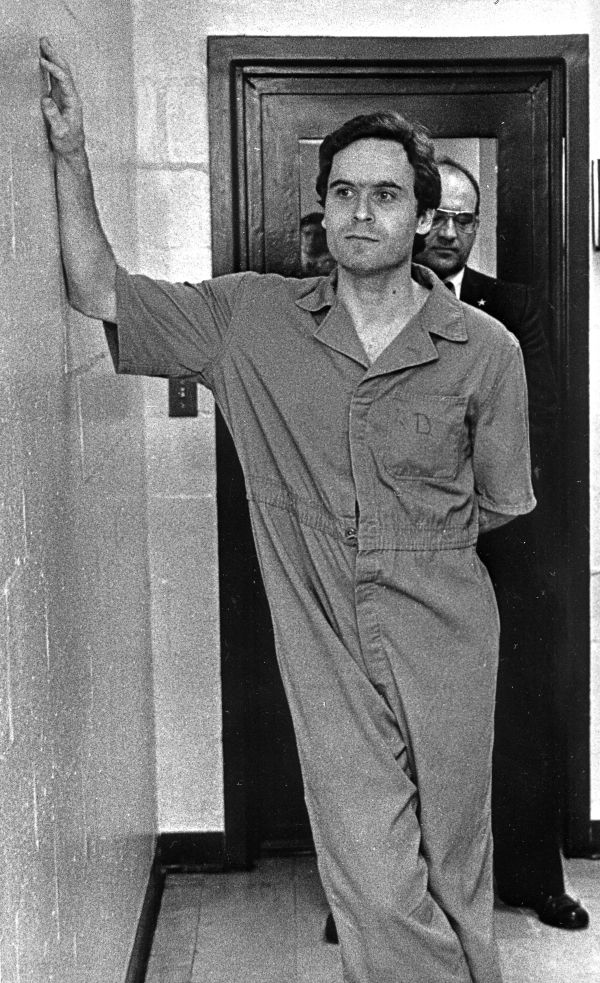
باندی در زندان فلوریدا- ژوئیهٔ ۱۹۷۸

عصر روز قبل از اعدام، باندی موافقت کرد با دکتر جیمز دابسون مصاحبه کند. دابسون یک روان‌شناس و مؤسس سازمان تمرکز بر خانواده وابسته به کلیسای مسیحیت انجیلی بود. طی این مصاحبه، باندی نظریات جدیدی در مورد خشونت در رسانه‌ها و ریشه‌های پورنوگرافیک جرائمش ابراز داشت: 
این اتفاق مرحله به مرحله میفته، به تدریج… تجربه من با پورنوگرافی… که تو سطح خشنی با سکس مواجه میشه، چیزیه که اگه بهش معتاد بشی… من می‌خواستم دنبال پتانسیل بیشتری بگردم، دنبال صراحت بیشتر، تجربه‌های دیداری بیشتر. تا اونجا که به جایی می‌رسی که حد نهایت پورنوگرافیه… اونجاس که از خودت می‌پرسی که شاید اگه خودت اون کارا رو بکنی چیزی رو به دست میاری که ورای خوندن یا دیدن محتوای پورنوگرافیه.
 باندی اشاره کرد که خشونت موجود در رسانه‌های مختلف «به ویژه خشونت‌های جنسی» باعث می‌شود پسربچه‌ها در خیابان‌ها بروند و تبدیل به تد باندی شوند. باندی حتی گفت که اف‌بی‌آی باید سینماهایی که فیلم‌های پورنوگرافی پخش می‌کنند را تحت نظر داشته باشد و کسانی را که برای مشاهده چنین برنامه‌هایی می‌آیند را تعقیب کند. 
شما بناست منو بکشین، این جامعه رو از خطر من حفظ میکنه. اما اون بیرون آدمای خیلی، خیلی زیادی هستن که به پورنوگرافی معتادن و شماها هیج کاری در موردش نمی‌کنین.
رول و اینسورث هر دو خاطرنشان کرده‌اند که از نظر باندی، تقصیرکار همواره کسی دیگر یا چیزی دیگر بوده است. او در نهایت به ۳۰ قتل اعتراف کرد، اما هرگز مسئولیت هیچ‌کدام را نپذیرفت، حتی هنگامی که پیش از آغاز دادگاه پرونده چی امگا معامله‌ای به او پیشنهاد شد که می‌توانست از مجازات اعدام جلوگیری کند.
او تقصیر را به گردن گستره‌ای از عوامل مختلف می‌انداخت، پدربزرگ خشنش، نبود پدر حقیقیش، بی‌اطلاعی از هویت والدین حقیقیش، الکل، رسانه‌ها، پلیس (که باندی ادعا کرد که برخی شواهد را در محل وقوع جرم قرار داده بود تا او را متهم کند)، به‌طور کلی جامعه، خشونت در تلویزیون و در آخر پورنوگرافی و مجلات جنایی. او برنامه‌های تلویزیونی را متهم می‌کرد که او را شستشوی مغزی می‌داد که کارت اعتباری بدزدد. در حداقل یک مورد او حتی قربانیانش را مقصر دانست. در سال ۱۹۷۷ او در نامه‌ای به کلاپفر نوشت:"من مردمی را دیده‌ام که از خود امواج آسیب‌پذیری و ضعف صادر می‌کردند، حالت موجود در صورتشان فریاد می‌زد که من از تو می‌ترسم. چنین آدمهایی خشونت را به خود می‌خوانند… آن‌ها انتظار دارند آسیب ببینند، آیا در حقیقت خودشان در سکوت مشوق خشونت نیستند؟ "
بسیاری از رفتارهای باندی روی توهمی پایه‌گذاری شده بودند که نقش مهمی در ذهن او بازی می‌کرد:"باندی همواره از این امر غافلگیر می‌شد که کسی متوجه غیبت قربانیان شده باشد. او آمریکا را جایی می‌دانست که افراد برای همه به جز خودشان نامریی هستند. وقتی شاهدی او را به عنوان کسی که در محل وقوع جرم حضور داشت شناسایی می‌کرد، باندی شگفت زده می‌شد چون تصور نمی‌کرد "مردم متوجه حضور همدیگر باشند". اما متهم کردن دیگران و انکار دو مشخصه اصلی مکانیسم دفاعی باندی بودند. او به لوییس شکایت کرده بود که:"نمی‌فهمم چرا همه دارن به آب و آتیش می‌زنن که منو گرفتار کنن". لوییس شاهد بود که باندی "واقعاً و به راستی متوجه شدت قبح عملش نبود". کپل نوشت: "یک قاتل سریالی که مدت زیادی مشغول کشتن بوده، موانع محکمی در مقابل احساس گناهش برپا می‌کند، دیوار حاشا همیشه بلند است."

## قربانیان

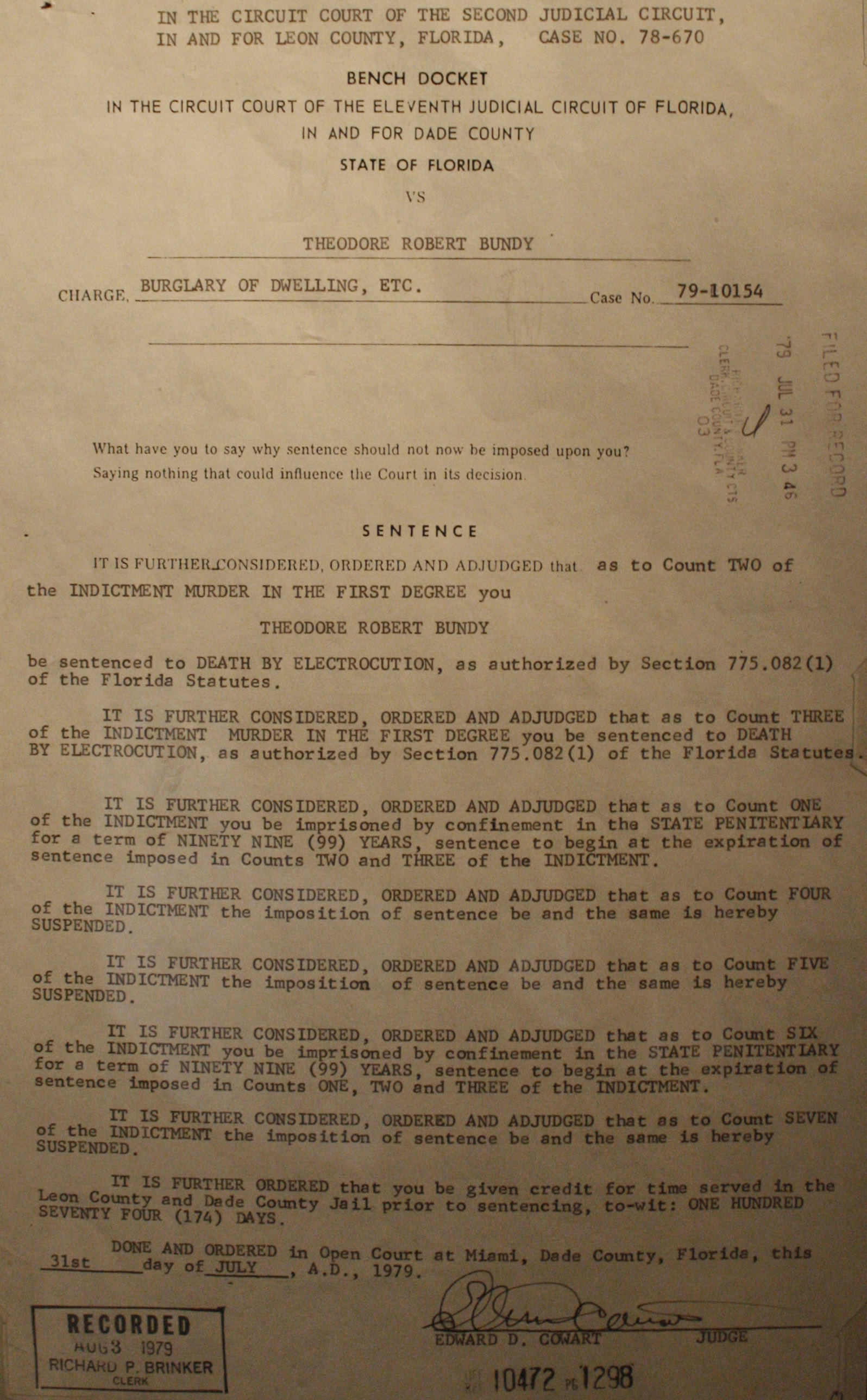
حکم اعدام باندی به امضای قاضی ادوارد دی. کوارت، صادر شده در تاریخ ۳۱ ژوئیه ۱۹۷۹

باندی به ۳۰ قتل اعتراف کرد، اما تعداد واقعی قربانیان هرگز مشخص نشد. در مواردی تعداد موارد قتل حتی تا ۱۰۰ مورد بیشتر نیز تخمین زده شده بود و باندی گاه اظهار نظرهای موذیانه‌ای می‌کرد که به این شایعات دامن می‌زد. او در سال ۱۹۸۰ به هیو اینسورث گفت که در مقابل هر قتلی که رسانه‌ای شد «ممکن است» قتلی دیگر هم وجود داشته باشد که هیچ اشاره‌ای به آن نشده است. وقتی مأموران اف‌بی‌آی رقم نهایی ۳۶ قربانی را به باندی پیشنهاد کردند او پاسخ داد: «یه رقم دیگه بهش اضافه کنین، اونوقت درست میشه.» سال‌ها بعد او به وکیلش پولی نلسون گفت که تعداد تخمینی ۳۵ مورد قابل قبول بوده است. اما رابرت کپل بعدتر نوشت که «[تد] و من هر دو می‌دانستیم که [مجموع قربانیان] خیلی بیشتر بود» کشیش فرد لورنس، روحانی متدیستی که آخرین مراسم مذهبی باندی را اجرا کرده بود، گفت «فکر کنم حتی خود او هم نمی‌دانست چند نفر را کشته یا اساساً چرا آن‌ها را کشته است… برداشت من، برداشت قوی من این بود.»

در عصر روز پیش از اعدام، باندی آمار قربانیانش را به تفکیک ایالت به همراه بیل هگمایر مرور کرد:
- ۱۱ نفر در واشینگتن. (سه نفر ناشناخته)
- ۸ نفر در یوتا. (سه نفر ناشناخته)
- ۳ نفر در کلرادو
- ۳ نفر در فلوریدا
- ۲ نفر در اورگون (هر دو ناشناخته)
- ۲ نفر در آیداهو (یکی ناشناخته)
- ۱ نفر در کالیفرنیا (ناشناخته)

در ادامه شرحی از ۲۰ قربانی و ۵ بازمانده شناسایی شده باندی به ترتیب زمانی آمده است:

### ۱۹۷۴

#### واشینگتن، اورگون
- ۴ ژانویه: جونی لنز (نام مستعار) ۱۸ ساله: در تختش با چماق مصدوم شد و مورد تجاوز جنسی قرار گرفت. او زنده ماند.
- ۱ فوریه: لیندا آن هیلی ۲۱ ساله: بعد از مصدوم شدن با چماق، ربوده شد. جمجمه و فک زیرینش بعدها در کوه تیلور پیدا شد.
- ۱۲ مارس: دونا گیل مانسن ۱۹ ساله: از محوطه کالج اورگریرن ربوده شد. باندی گفت جسدش را در کوه تیلور رها کرده. جسد پیدا نشد.
- ۱۷ آوریل: سوزان الین رانکورت ۱۸ ساله: از محوطه کالج مرکزی ایالت واشینگتن ربوده شد. جمجمه و فک زیرینش بعدها در کوه تیلور پیدا شد.
- ۶ مه: روبرتا کاتلین پارکز ۲۲ ساله: در دانشگاه ایالتی اورگون ناپدید شد. جمجمه و فک زیرینش بعدها در کوه تیلور پیدا شد.
- ۱ جون: برندا کارول بال ۲۲ ساله: در بورین ناپدید شد. جمجمه و فک زیرینش بعدها در کوه تیلور پیدا شد.
- ۱۱ جون: جرجین هاوکینز ۱۸ ساله: در کوی دانشگاه واشینگتن ناپدید شد. بقایای اسکلتش در ایساکوا پیدا شد.
- ۱۴ ژوئیه: جانیس آن اوت ۲۳ ساله: در پارک سامامیش ربوده شد. بقایای اسکلتش در ایساکوا پیدا شد.
- ۱۴ ژوئیه: دنیس ماری نسلوند ۱۸ ساله: ۴ ساعت بعد از اوت در پارک سامامیش ربوده شد. بقایای اسکلتش در ایساکوا پیدا شد.

#### یوتا، کلرادو، آیداهو
- ۲ اکتبر: نانسی ویلکاکس ۱۶ ساله: در هولادی یوتا غافلگیر شد، مورد تجاوز قرار گرفت و خفه شد. جسدش هرگز پیدا نشد.
- ۱۸ اکتبر: ملیسا آن اسمیت ۱۷ ساله: در می‌دویل یوتا ناپدید شد. جسدش در نواحی کوهستانی اطراف پیدا شد.
- ۳۱ اکتبر: لورا ایم ۱۷ ساله: در لی‌های یوتا ناپدید شد. جسدش در امریکن فورک کانیون پیدا شد.
- ۸ نوامبر: دبرا کنت ۱۷ ساله: در بانتیفول یوتا ناپدید شد. تنها یک کشکک زانو از او یافت شد، هرچند هویت صاحب این تکه استخوان با قطعیت مشخص نیست.

### ۱۹۷۵
- ۱۲ ژانویه: کارین کمپبل ۲۳ ساله: در هتلش در کلرادو ناپدید شد. جسدش در یک جاده خاکی نزدیک هتل پیدا شد.
- ۱۵ مارس: جولی کانینگهام ۲۶ ساله: در ویل کلرادو ناپدید شد. باندی گفت جسد را در ۱۴۰ مایلی غرب ویل دفن کرده. اما جسد هرگز پیدا نشد.
- ۶ آوریل: دنیس الیورسون ۲۵ ساله: به هنگام دوچرخه‌سواری در گراند جانکشن کلرادو ناپدید شد، باندی گفت جسد را در ۵ مایلی شهر به رودخانه انداخته. اما جسد هرگز پیدا نشد.
- ۶ می: لینت کالور ۱۲ ساله: در دبیرستانش در پوکاتللو آیداهو ناپدید شد. جسد هرگز پیدا نشد.
- ۲۸ جون: سوزان کورتیس ۱۵ ساله: در دانشگاه بریگهام یانگ ناپدید شد. باندی گفت جسد را نزدیکی پرایش در یوتا دفن کرده. جسد هرگز پیدا نشد.

### ۱۹۷۸

#### فلوریدا
- ۱۵ ژانویه: مارگارت بومن ۲۱ ساله: در خوابگاه چی امگا واقع در دانشگاه ایالتی فلوریدا خواب بود که با چماق ضربه خورد و در نهایت خفه شد.
- ۱۵ ژانویه: لیزا لوی ۲۰ ساله:در خوابگاه چی امگا واقع در دانشگاه ایالتی فلوریدا خواب بود که با چماق ضربه خورد، مورد تجاوز گرفت و در نهایت خفه شد.
- ۱۵ ژانویه: کارن چندلر ۲۱ ساله:در خوابگاه چی امگا واقع در دانشگاه ایالتی فلوریدا خواب بود که با چماق ضربه خورد. او زنده ماند.
- ۱۵ ژانویه: کتی کلنر ۲۱ ساله:در خوابگاه چی امگا واقع در دانشگاه ایالتی فلوریدا خواب بود که با چماق ضربه خورد. زنده ماند.
- ۱۵ ژانویه: شریل تامپسون ۲۱ ساله: در خوابگاه چی امگا واقع در دانشگاه ایالتی فلوریدا خواب بود که با چماق ضربه خورد. زنده ماند.
- ۹ فوریه: کیمبرلی لیچ ۱۲ ساله: از مدرسه‌اش در لیک سیتی فلوریدا ربوده شد. بقایای اسکلتش نزدیک پارک ایالتی سووانی ریور پیدا شد.

## در آثار هنری
در سال ۲۰۱۹، فیلمی به کارگردانی جو برلینگر و بازیگری زک افران در نقش باندی تد به نام فوق‌العاده شرور، به طرز وحشتناکی شیطانی و پست و در سال ۲۰۲۱، فیلمی به کارگردانی امبر سیلی و بازیگری لوک کیربی در نقش تد باندی و الایجا وود در نقش بیل هاگمایر به نام خدانشناس اکران شده است.

## منبع و کتاب‌شناسی
- Barth, Christian (2020). The Garden State Parkway Murders. Denver: WildBlue Press. ISBN 978-1-948239-76-9.
- Dekle, George R. Sr. (2011). The Last Murder: The Investigation, Prosecution, and Execution of Ted Bundy (Hardcover ed.). Santa Barbara, California: Praeger (Imprint of ABC-CLIO). ISBN 978-0-313-39743-1.
- Foreman, Laura (1992). Serial Killers – True Crime (Hardcover ed.). Alexandria, Virginia: Time-Life Books. ISBN 978-0-7835-0001-0.
- Geberth, Vernon (2015). Practical Homicide Investigation – Tactics, Procedures and Forensic Techniques (5th ed.). Boca Raton, Florida: CRC Press. ISBN 978-1-4822-3507-4.
- Kendall, Elizabeth (September 1981). The Phantom Prince: My Life With Ted Bundy (Hardcover, 1st ed.). Seattle, Washington: Madrona. ISBN 978-0-914842-70-5.(Elizabeth Kloepfer, writing under a pseudonym)
- Keppel, Robert (2005). The Riverman: Ted Bundy and I Hunt for the Green River Killer (Paperback ed.). New York City: Pocket Books. ISBN 978-0-7434-6395-9. Updated after the arrest and confession of the Green River killer, Gary Ridgway.
- Keppel, Robert (2010). The Riverman: Ted Bundy and I Hunt for the Green River Killer (Kindle ed.). New York City: Simon & Schuster. ISBN 978-1-4391-9434-8.
- Keppel, Robert D.; Michaud, Stephen G. (2011). Terrible Secrets: Ted Bundy on Serial Murder (Enhanced E-Book ed.). Irving, Texas: Authorlink Press. ISBN 978-1-928704-97-3.
- Larsen, Richard W. (1980). Bundy: The Deliberate Stranger (Hardcover ed.). Englewood Cliffs, New Jersey: Prentice Hall. ISBN 978-0-13-089185-3.
- Mello, Michael A. (1997). Dead Wrong: A Death Row Lawyer Speaks Out Against Capital Punishment (Paperback ed.). Madison, Wisconsin: The University of Wisconsin Press. ISBN 0-299-15344-4.
- Michaud, Stephen; Aynesworth, Hugh (1983). The Only Living Witness: The True Story of Serial Sex Killer Ted Bundy. New York City: Linden Press / Simon & Schuster. ISBN 978-0-671449-61-2.
- Michaud, Stephen; Aynesworth, Hugh (August 1999) [1983]. The Only Living Witness: The True Story of Serial Sex Killer Ted Bundy (Paperback; revised ed.). Irving, Texas: Authorlink Press. ISBN 978-1-928704-11-9. Archived from the original on May 23, 2024. Retrieved October 15, 2020.
- Michaud, Stephen; Aynesworth, Hugh (October 1989). Ted Bundy: Conversations with a Killer (Paperback ed.). New York City: Signet Books. ISBN 978-0-451-16355-4. Transcripts of the authors' Death Row interviews with Bundy
- Morris, Rebecca (2013). Ted and Ann: The Mystery of a Missing Child and Her Neighbor Ted Bundy (2nd ed.). New York City: CreateSpace. ISBN 978-1484925089.
- Nelson, Polly (1994). Defending the Devil: My Story as Ted Bundy's Last Lawyer. New York City: William Morrow. ISBN 978-0-688-10823-6.
- Rule, Ann (1980). The Stranger Beside Me (First ed.). New York and London: W. W. Norton & Company. ISBN 0-393-01399-5.
- Rule, Ann (1989). The Stranger Beside Me (Paperback; revised and updated ed.). New York City: Signet Books. ISBN 978-0-451-16493-3.
- Rule, Ann (2000). The Stranger Beside Me (Paperback; updated 20th anniversary ed.). New York: Signet Books. ISBN 978-0-451-20326-7.
- Rule, Ann (2009). The Stranger Beside Me (Paperback; updated 2009 ed.). New York City: Pocket Books. ISBN 978-1-4165-5959-7.
- Sullivan, Kevin M. (2009). The Bundy Murders: A Comprehensive History (Paperback ed.). Jefferson, North Carolina: McFarland and Co. ISBN 978-0-7864-4426-7.
- Sullivan, Kevin (2019). Ted Bundy's Murderous Mysteries: The Many Victims Of America's Most Infamous Serial Killer (paperback ed.). Denver, Colorado: WildBlue Press. ISBN 978-1948239158. Archived from the original on May 23, 2024. Retrieved October 15, 2020.
- Sullivan, Kevin (2020). The Enigma of Ted Bundy: The Questions and Controversies Surrounding America's Most Infamous Serial Killer (ebook ed.). Denver, Colorado: WildBlue Press. ISBN 978-1-952225-37-6. Archived from the original on March 27, 2024. Retrieved March 2, 2024.
- Von Drehle, David (1995). Among the lowest of the dead: inside death row. New York: Fawcett Crest. ISBN 978-0-449-22523-3.
- Winn, Steven; Merrill, David (1980). Ted Bundy: The Killer Next Door (Paperback ed.). New York City: Bantam Books. ISBN 978-0-553-13637-1.